# Michel Foucault

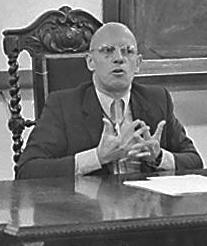
Michel Foucault am 30. Oktober 1974

Michel Foucault [miˈʃɛl fuˈko] (* 15. Oktober 1926 in Poitiers als Paul-Michel Foucault; † 25. Juni 1984 in Paris) war ein französischer Philosoph. Ab 1970 bis zu seinem Tod war Foucault Inhaber des Lehrstuhls für die Geschichte der Denksysteme am Collège de France in Paris.
In seinen Werken widmete er sich neben philosophischen auch historischen, psychologischen und später vermehrt politischen Fragen. Dabei ging es ihm um die kritische Betrachtung bestimmter Rationalitäten und Grunderfahrungen, die in den westlichen Gesellschaften der Gegenwart problematisiert – d. h. zu Objekten des Wissens und der Wahrheit – werden. Insbesondere in den 1960er-Jahren verwendete er hierzu eine historische Methode zur Erforschung gesellschaftlicher Diskurse, die Wissensarchäologie. Üblicher ist die Bezeichnung Diskursanalyse. Mit dem Beginn der 1970er-Jahre wendete sich Foucault in seinen Arbeiten zunehmend der Untersuchung der Wirkungsweisen von Macht zu.
1961 erschien Foucaults erste, größer angelegte Studie Folie et déraison. Histoire de la folie à l’âge classique (dt. Wahnsinn und Gesellschaft). In dem über 500 Seiten umfassenden Werk, welches zugleich seine Doktorarbeit war, beschäftigte er sich intensiv mit der Thematisierung und Problematisierung des Wahnsinns in den modernen, abendländischen Vernunftgesellschaften. Erstmals größere internationale Aufmerksamkeit erlangte er fünf Jahre darauf, im Jahre 1966, mit der Veröffentlichung seines Buchs Die Ordnung der Dinge (frz. Les Mots et les choses). Es folgten weitere Veröffentlichungen: 1969 erschien Archäologie des Wissens, 1975 sein Buch mit dem Titel Überwachen und Strafen (im Original Surveiller et punir) sowie im Jahre 1976 der erste Band seiner letzten großen Studie Sexualität und Wahrheit (frz. Histoire de la sexualité).
Nach einer längeren Veröffentlichungsunterbrechung erschienen im Jahre 1984, kurz vor seinem Tod, der zweite und dritte Band von Sexualität und Wahrheit. Im selben Jahr starb Foucault mit 57 Jahren an den Folgen einer AIDS-Erkrankung im Pariser Krankenhaus Hôpital de la Salpêtrière.
Besonders in seinen späteren Arbeiten führte er zahlreiche, der Machtanalyse gewidmete Konzepte und Verfahren ein. Seine Arbeiten verstand er dabei als „Werkzeugkisten“. Zu solchen „Werkzeugen“ zählen beispielsweise die an Friedrich Nietzsche angelehnte, gegenwartskritische Methode der Genealogie, der insbesondere für die Erforschung von Machtstrategien geprägte Begriff des Dispositivs und das Konzept der modernen Gouvernementalität.
Foucault gilt als einer der einflussreichsten Denker des 20. Jahrhunderts und wird häufig dem Poststrukturalismus zugeordnet, wenngleich er solchen Versuchen der Systematisierung seines Werkes zeitlebens ablehnend gegenüberstand.

## Leben

### Kindheit, Jugend und Studium
Foucault wurde 1926 als zweites Kind von Paul-André Foucault, Chirurg und Universitätsprofessor der Anatomie, und Anne-Marie Foucault (geb. Malapert) in Poitiers geboren. Er hatte eine ältere Schwester, Francine (* 1925), sowie einen jüngeren Bruder, Denys (* 1933).

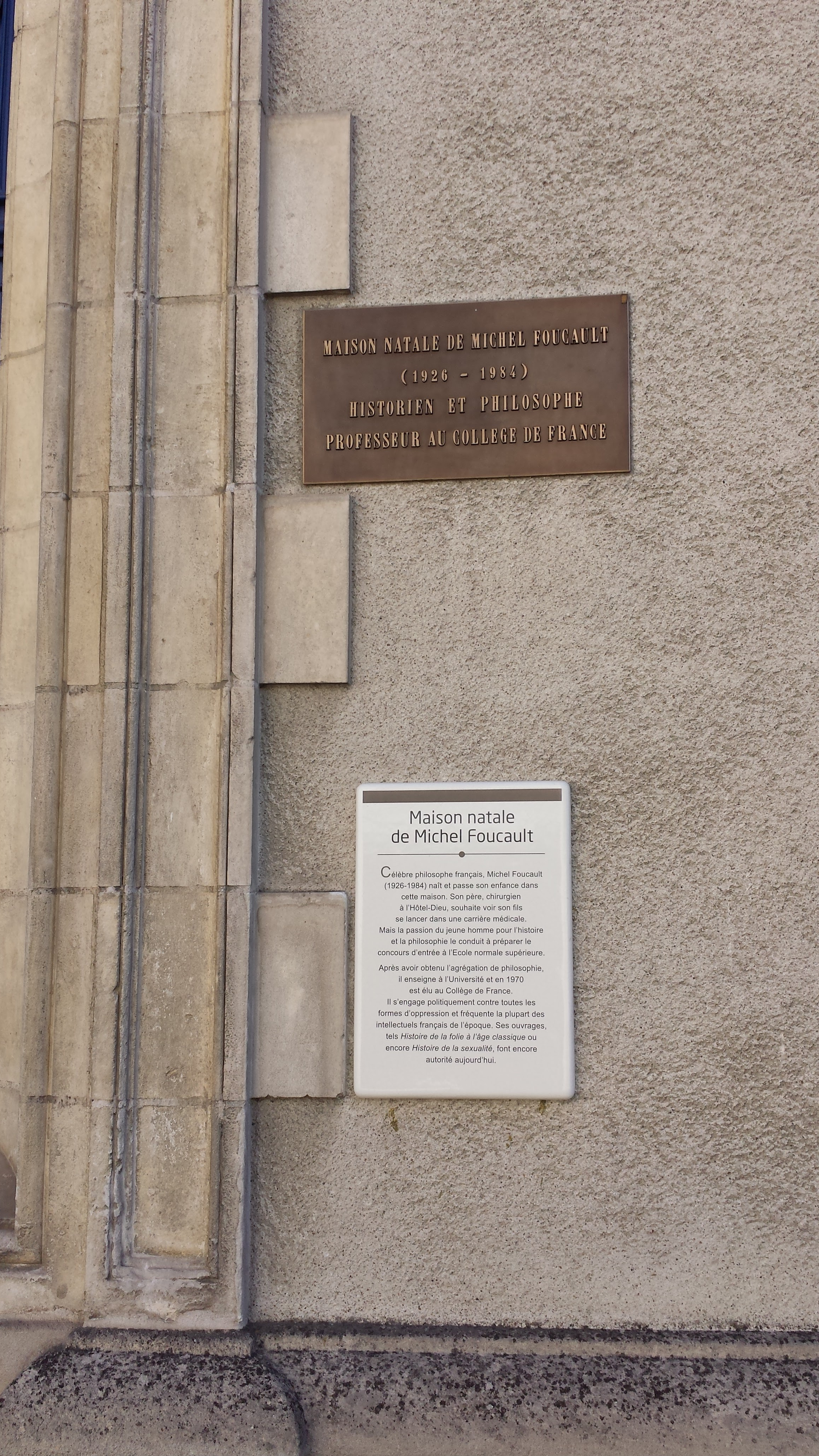
Michel Foucaults Geburtshaus in Poitiers – Gedenktafeln

Bei den Foucaults mangelte es nicht an Geld, sodass die Familie es vermochte, sich ein Kindermädchen, eine Köchin und einen Chauffeur zu leisten. Aus Opposition zum Vater durchbrach der junge Paul-Michel die Tradition, Mediziner zu werden – der Gedanke, Medizin zu studieren, bereitete ihm Angst und Schrecken. Den Entschluss, seinen Vater, den zu den Notabeln der Stadt zählenden Dr. Foucault, zu enttäuschen und den ihm vorgezeichneten Weg des Mediziners auszuschlagen, hatte der junge Foucault bereits seit längerem gefasst. Stattdessen begeisterte er sich für Geschichte und Literatur. Dr. Foucault, von der Entscheidung seines Sohnes enttäuscht, versuchte diesen zunächst umzustimmen – doch Foucaults Mutter redete auf ihren Gatten ein: „Besteh’ bitte nicht darauf. Er ist ein Junge, der ordentlich arbeitet, er muß tun können, was er will.“
Nach dem Abitur im Jahr 1943 begann Foucault, Vorbereitungsklassen für die Aufnahmeprüfung an der Pariser Hochschule École normale supérieure zu absolvieren. Nachdem sein erster Aufnahmeversuch im Frühsommer 1945 gescheitert war, verließ er noch im selben Jahr seinen Geburtsort Poitiers und zog nach Paris, um sich am dortigen Lycée Henri IV auf seinen zweiten Versuch, das äußerst selektive Auswahlverfahren zu bestehen, vorzubereiten. Hier traf er zum ersten Mal auf den Philosophen Jean Hyppolite – einer der wichtigsten Hegel-Interpreten in Frankreich zu dieser Zeit, der wenige Jahre zuvor die erste Übersetzung der Phänomenologie des Geistes ins Französische vorgelegt hatte – welcher ihn mit der hegelschen Dialektik vertraut machte.
Nach drei Jahren der intensiven Vorbereitung bestand Foucault im Sommer des Jahres 1946 die Aufnahmeprüfung an der École normale supérieure mühelos, sodass er nun endlich das ersehnte Studium der Philosophie an der in der Pariser Rue d’Ulm gelegenen Elitehochschule aufnehmen konnte. Hier entwickelte sich unter anderem eine enge Freundschaft zwischen Foucault und seinem Tutor für Philosophie Louis Althusser. Ab 1947 besuchte Foucault Vorlesungen bei Maurice Merleau-Ponty, der ihn mit der Linguistik bekannt machte. Auch von Georges Canguilhem lernte er.
Ins Jahr 1948 fiel ein erster Selbstmordversuch, dem ein weiterer sowie mehrere Suizidinszenierungen folgen sollten. Foucault sei in dieser Zeit förmlich besessen von dieser Idee gewesen, so die Aussage eines seiner damaligen Freunde. Eines Tages fand ein Lehrer der École Foucault ihn in einem Klassenraum liegend und bemerkte, dass er sich die Brust mit einem Rasiermesser zerfetzt hatte. Ein andermal verfolgte er nachts einen Mitschüler mit einem Dolch in der Hand. Die destruktiven Neigungen standen, wie Foucaults Biograf Didier Eribon rückblickend urteilt, in Verbindung mit einer nicht hinreichend ausgelebten Homosexualität.
Foucault las in dieser Zeit nahezu alles, was er an philosophischer Literatur auffinden konnte: Angefangen mit Platon und Kant beschäftigte er sich vertieft mit den Schriften Hegels (seine Zulassungsarbeit aus dem Jahre 1949 trug den Titel Die Konstitution eines historischen Transzendentalen in der Phänomenologie des Geistes von Hegel), später Marx’ und schließlich Heideggers. Hierzu stürzte er sich, um die Texte im Original lesen zu können, in das Studium der deutschen Sprache. Besonders die Philosophie Heideggers sollte für den jungen Foucault dabei von großer Bedeutung werden.
1949 erwarb er einen Abschluss in Psychologie an der Sorbonne. Zwei Jahre darauf, 1951, bestand er die Zulassungsprüfung in Philosophie für Hochschulen und wurde noch im selben Jahr Nachfolger von Merleau-Ponty. An seinen Vorlesungen nahmen unter anderem Paul Veyne, Jacques Derrida und Gérard Genette teil. Parallel dazu machte er psychologische Praktika im psychiatrischen Krankenhaus Sainte-Anne und im Gefängnis Fresnes. Er lernte, elektroenzephalographische Experimente durchzuführen und erwarb damit 1952/53 eine psychiatrische Zusatzausbildung mit diplomiertem Abschluss. 1950 wurde er Mitglied der Kommunistischen Partei Frankreichs, welche er jedoch schon bald wieder verließ. Er besuchte zu dieser Zeit ebenfalls Seminare von Jacques Lacan und widmete sich nun verstärkt der Lektüre der psychoanalytischen Arbeiten Sigmund Freuds.
Im Herbst des Jahres 1952 übernahm Foucault eine Stelle als Assistent für Psychologie an der Universität Lille, die er bis kurz vor seiner Abreise nach Schweden im Juni 1955 innehaben sollte. In seinen wöchentlichen Vorlesungen hielt er sich unter anderem sehr lange bei Freud und dessen Cinq Psychanalyses auf. Seine Vorlesungen in Lille schob der junge Foucault jedoch eng – auf zwei oder drei Tage in der Woche – zusammen; dafür reiste er dann mit dem Zug an und verbrachte die Nächte in einem kleinen Hotel in Bahnhofsnähe.
Im Sommer 1953 rezipierte der 26-jährige Foucault während eines Italienaufenthaltes erstmalig intensiv die Schriften Friedrich Nietzsches, die sein späteres Denken und Werk tiefgreifend prägen sollten.

### Ab 1954: Erste Veröffentlichungen, Auslandsaufenthalte

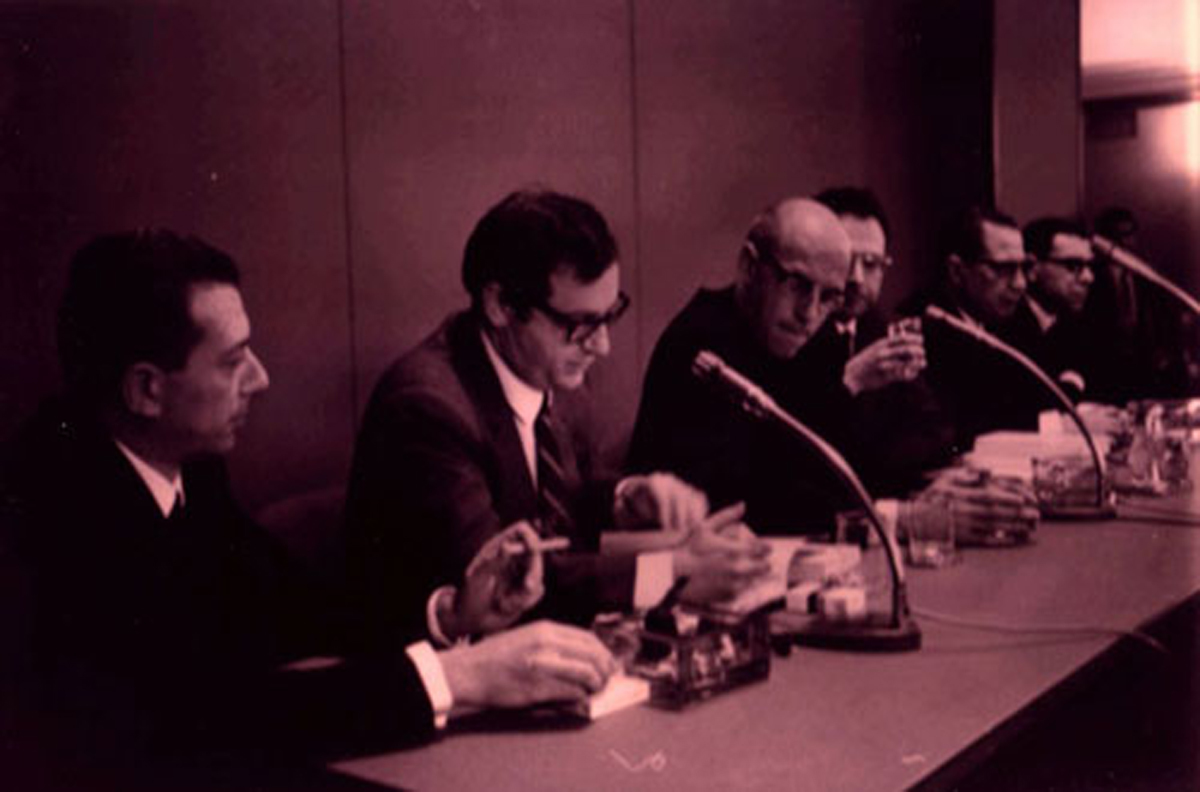
Foucault (3. v. l.) bei einer Veranstaltung 1968 zusammen mit Umberto Eco und Enzo Melandri

Im Jahr 1954 veröffentlichte er gemeinsam mit Jacqueline Verdeaux, einer Vertrauten der Familie Foucault, die französische Übersetzung der Schrift Traum und Existenz (frz. Le Rêve et l’existence) des Schweizer Psychiaters Ludwig Binswanger, nachdem Foucault und Verdeaux diesen sowie dessen Psychiater-Kollegen Roland Kuhn mehrfach in der Schweiz besucht hatten. Als Verdeaux Foucault daraufhin anbot, ein Vorwort für den recht übersichtlichen Text Binswangers zu verfassen, willigte dieser ein und schrieb ein Vorwort, welches länger war als der eigentliche Text selbst.
Das Vorwort zu Binswangers Schrift stellt gleichsam eine Auseinandersetzung Foucaults mit der freudschen Psychoanalyse, der heideggerschen Daseinsanalyse und der Phänomenologie Edmund Husserls dar. Dabei legte Foucault aber auch Wert darauf, eine eigene Perspektive aufscheinen zu lassen. Der Tod sei, wie er im Hinblick auf Freud und dessen Traumdeutung kritisch kommentierte, „der absolute Sinn des Traumes“, insofern das Dasein im Träumen des Todes „das Tiefste über sich selbst erfahren“ könne.
Ebenfalls im Jahr 1954 veröffentlichte Foucault seine erste eigene Schrift Geisteskrankheit und Persönlichkeit (frz. Maladie mentale et personnalité), später – im Jahre 1962 – von Foucault selbst umbenannt in Psychologie und Geisteskrankheit – wobei er den Schlussteil in dieser späteren Version einer vollständigen Überarbeitung unterzog. Er war zeitlebens unzufrieden mit dieser eher übersichtlich gehaltenen Schrift; in späteren Interviews sollte er es daher stets bevorzugen, von Wahnsinn und Gesellschaft (1961) als seinem „ersten Buch“ zu sprechen.
Konflikte mit Parteigenossen und eine beginnende Freundschaft mit Georges Dumézil, der bereits in Schweden arbeitete, veranlassten ihn, die Kommunistische Partei und Frankreich zu verlassen. Im August des Jahres 1955 übernahm er daraufhin im etwa 70 Kilometer nördlich von Stockholm gelegenen Uppsala in Schweden ein Lektorat für Romanistik. Hier begann Foucault mit der Niederschrift seiner Dissertation und als er Schweden 1958 verließ, war die Arbeit am Manuskript zu dem Werk, das später den Titel Wahnsinn und Gesellschaft tragen sollte, bereits nahezu abgeschlossen.
Es folgten weitere Auslandsaufenthalte in Warschau – als Lektor und Kulturattaché des neu eingerichteten Centre culturel français – und Hamburg – als Direktor des Institut Français (1959/1960). Nachdem Foucault im Oktober 1958 in Warschau eingetroffen war, um sich dem französischen Botschafter vorzustellen und seine Tätigkeit als Lektor aufzunehmen, dauerte es nicht mehr lange, bis er die Arbeit an seiner Dissertation endgültig abschließen konnte. Kurz vor seinem Wechsel von Warschau nach Hamburg – im September 1959 – starb Foucaults Vater im Alter von 66 Jahren. Im Sommer 1960 kehrte Foucault nach fünfjähriger Abwesenheit nach Frankreich zurück und wurde noch im selben Jahr Privatdozent für Psychologie an der Universität Clermont-Ferrand.

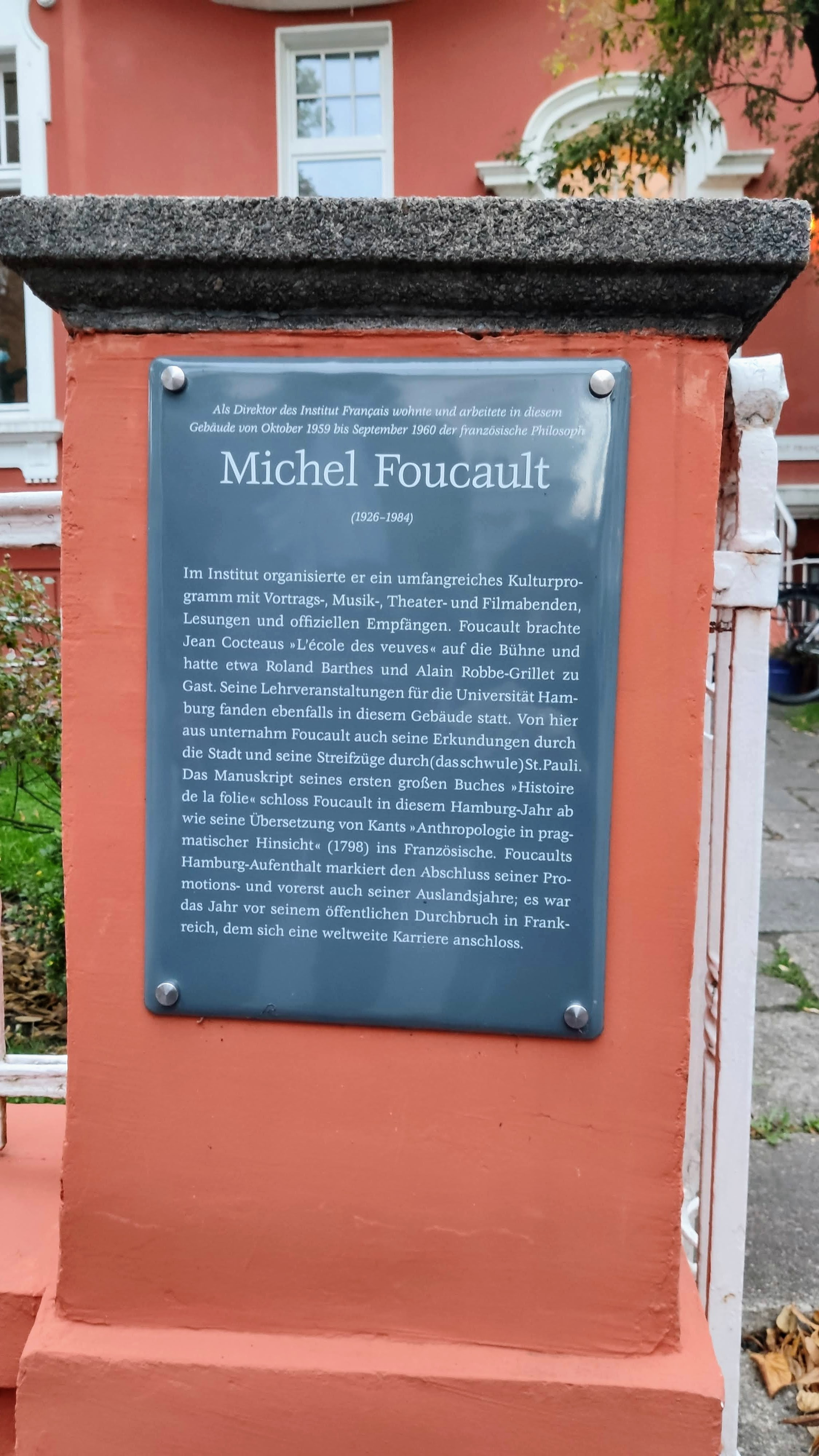
Gedenktafel für Michel Foucault am Eingang des Institut français in Hamburg – Foucault war vom 1. Oktober 1959 bis 30. September 1960 Direktor des im März 1951 gegründeten Institut français in Hamburg

### Ab 1960: Wahnsinn und Gesellschaft
Ein Jahr nach der Rückkehr nach Frankreich, 1961, wurde Foucaults Dissertation unter dem Titel Folie et déraison. Histoire de la folie à l’âge classique (dt. Wahnsinn und Gesellschaft) publiziert. Das Buch, für das er ursprünglich den Titel L’Autre tour de folie (dt. Die andere Art des Wahnsinns) vorgesehen hatte, thematisiert die Geschichte des Wahnsinns, d. h. die Herausbildung eines Wissens von geistiger Gesundheit und Krankheit und die damit einhergehenden Ausgrenzungsmechanismen. Foucault versuchte zunächst, seinen ehemaligen Lehrer Jean Hyppolite als Doktorvater zu gewinnen; dieser war sich jedoch nicht sicher, ob er der Richtige für die Betreuung dieser Arbeit war, die so umfangreich jenes Ziel der Überschreitung anvisierte, durch die Foucault gleichsam die Gesellschaft mit ihrer Grenze, der Unvernunft, zu konfrontieren suchte. Anstelle Hyppolites wurde schließlich der Wissenschaftshistoriker Georges Canguilhem als Gutachter für die Betreuung der thèse ausgewählt, der sich von Foucaults Arbeit beeindruckt zeigte und für die Gründlichkeit in der Dokumentation des Wahnsinns sowie für den philosophischen Scharfsinn der Schrift lobende Worte fand.
Während der nun folgenden Zeit an der Universität Clermont-Ferrand, die von 1960 bis 1966 dauerte, lernte Foucault unter anderem seinen späteren Lebensgefährten Daniel Defert kennen, mit dem er bis zu seinem Tod eine offene Beziehung führte. Ebenfalls in dieser Zeit entwickelte sich eine enge Freundschaft und ein kritischer Austausch mit dem Philosophen Gilles Deleuze. Im Jahr 1963 wurde Foucault zusammen mit Roland Barthes und Michel Deguy Redaktionsmitglied der Zeitschrift Critique. Außerdem nahm er enge Kontakte zur literaturkritischen Bewegung Tel Quel auf, mit deren Absichten er sich weitgehend identifizierte.
Mit Les mots et les choses (dt. Die Ordnung der Dinge) erzielte er 1966 seinen ersten großen Erfolg. Im September desselben Jahres übernahm Foucault auf eigenen Wunsch einen Lehrstuhl für Philosophie an der Universität von Tunis. Dabei wohnte er in den zwei Jahren seines Tunesienaufenthaltes im einige Kilometer von Tunis entfernten malerischen Küstenort Sidi Bou Saïd.
Gegen Ende des Jahres 1968 kehrte Foucault nach Frankreich zurück und wurde Dozent und Leiter der Abteilung für Philosophie an der neu gegründeten linken Reform-Universität Paris VIII in Vincennes, die aus der 68er-Bewegung hervorgegangen war. 1969 erschien seine Arbeit L’archéologie du savoir (dt. Archäologie des Wissens), die er noch während seines Tunesienaufenthaltes geschrieben hatte und in der er systematisch die in den vorangegangenen Arbeiten verwendete archäologische Methode reflektierte.
Ebenfalls 1969 hielt Foucault am Collège de France den Vortrag Was ist ein Autor?, der einen wichtigen Beitrag zur Debatte um die Rolle des Autors in der modernen Literatur leistete (siehe Tod des Autors).

### Ab 1970: Lehrstuhl am Collège de France
1970 wurde er – als Nachfolger seines ehemaligen Lehrers Jean Hyppolite – auf den Lehrstuhl Geschichte der Denksysteme am Collège de France berufen, den er bis zu seinem Tod 1984 innehatte. Wie am Collège üblich, definierte er seinen Arbeitsbereich neu. In seiner Antrittsvorlesung L’ordre du discours (dt. Die Ordnung des Diskurses) formulierte er ein Forschungsprogramm, dessen Diskursbegriff einen Übergang zwischen der Archäologie des Wissens und den späteren, machtanalytischen Arbeiten markiert. Die öffentlich gehaltenen Vorlesungen Foucaults wurden in der Folge zu wichtigen Ereignissen in der Pariser Intellektuellenszene.
Er engagierte sich in dieser Zeit leidenschaftlich und öffentlichkeitswirksam für die Rechte und Lebensbedingungen von Gefangenen. In diesem Zusammenhang war er Anfang des Jahres 1971 federführend an der Gründung der sogenannten Groupe d’information sur les prisons (GIP, dt. Arbeitskreis zur Information über die Gefängnisse) beteiligt. Im Frühjahr des Jahres 1975 erschien das Buch Surveiller et punir. La naissance de la prison (dt. Überwachen und Strafen. Die Geburt des Gefängnisses) mit einer Analyse der Entstehung von Disziplinartechniken und Machtpraktiken in der Neuzeit.

### Ab 1976: Der Wille zum Wissen

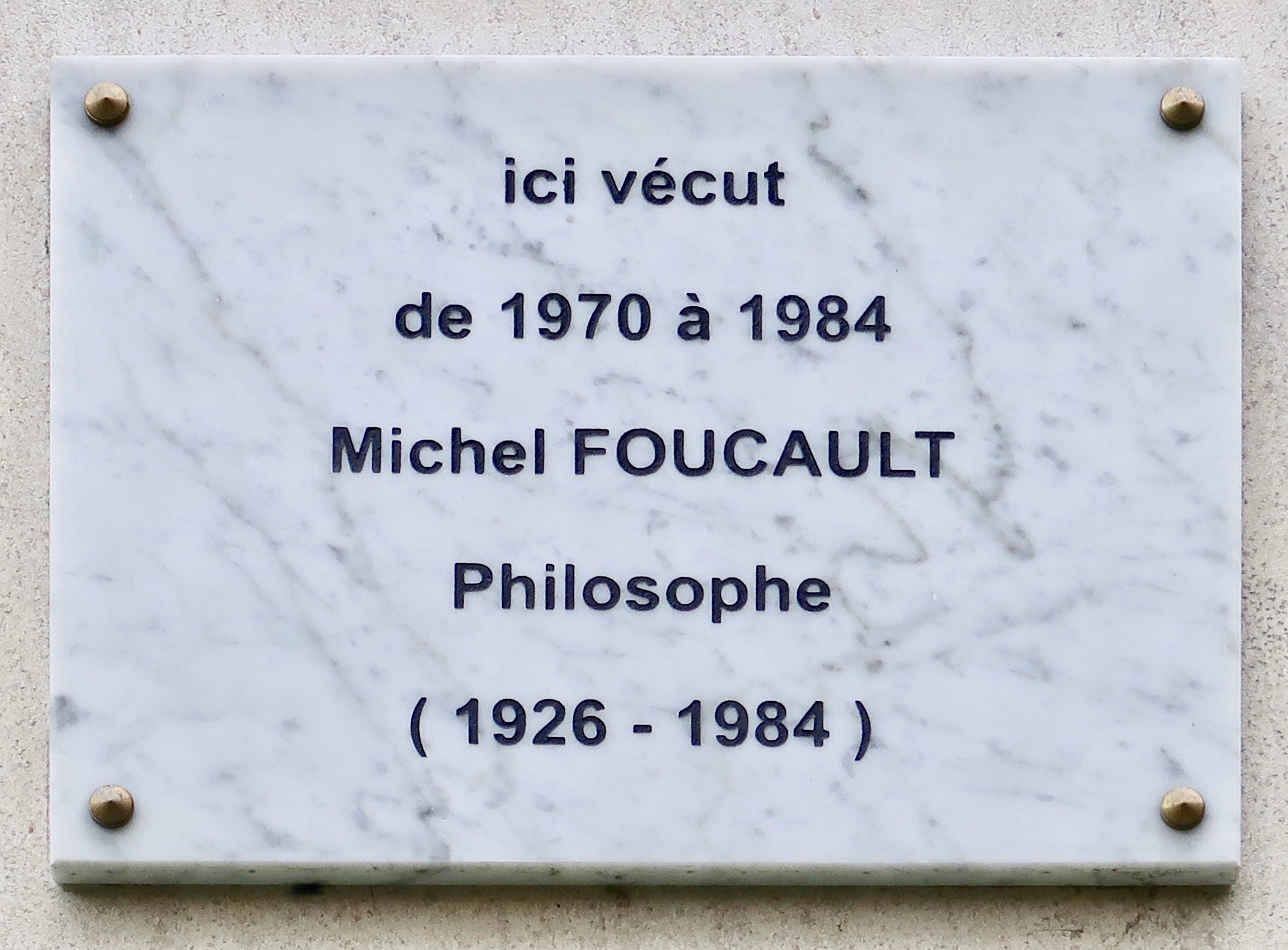
Gedenktafel für Michel Foucault in der Rue de Vaugirard 289, Paris

1976 veröffentlichte er mit La volonté de savoir (dt. Der Wille zum Wissen) den ersten Teil seiner letzten umfassenden Studie Histoire de la sexualité (dt. Sexualität und Wahrheit). Foucault hatte dieses Werk ursprünglich auf sechs Bände angelegt, zu Lebenszeit als Monographien erschienen sind aber nur drei Bände. Neuere Dokumente weisen darauf hin, dass ein LSD-Trip, unternommen im Mai 1975 im Death Valley nahe dem Zabriskie Point, Foucaults Pläne durchkreuzte, und er daraufhin das erste Buch seiner Geschichte der Sexualität vernichtete.
Zentral im ersten, gewissermaßen als Ankündigungs- und Eröffnungsband für spätere Untersuchungen konzipierten Buch ist dabei die Kritik an der Repressionshypothese, welche Foucault im Laufe seiner Überlegungen zu einer Neukonzeption der Macht führt. Insofern setzte er sich ab dieser Phase seines Werkes vertieft mit der Frage nach dem Zusammenhang von Macht und Wissen bzw. dem Verhältnis von Macht und der Wahrheitsproduktion gewidmeten Diskursen auseinander.
Danach folgte eine längere Pause in der Veröffentlichungstätigkeit, in der er bei seinen Forschungen immer weiter in der Geschichte zurückging. Die Frage nach dem Begehren des Menschen weicht der Erörterung der Generierung des Menschen des Begehrens oder des begehrenden Menschen.
1977 unterzeichnete Foucault gemeinsam mit weiteren französischen Intellektuellen – darunter Jean-Paul Sartre, Simone de Beauvoir, Roland Barthes und Jacques Derrida – eine Petition an das Parlament, die ein Einverständnis für sexuelle Beziehungen zwischen Erwachsenen und Kindern für möglich hielt und dessen Legalisierung bei einem niedrigeren Schutzalter forderte. Dabei ging er davon aus, dass auch Minderjährige ihr Einverständnis für sexuelle Handlungen erklären können. Die immer wieder erhobenen Vorwürfe, so etwa 2021 von Guy Sorman, Foucault habe selbst bezahlten Sex mit Minderjährigen gehabt, sogar nach der AIDS-Diagnose, sind zwar wiederholt diskutiert, aber nicht belegt worden. Neben den Anschuldigungen von Guy Sorman gibt es Zeugenaussagen aus Sidi Bou Saïd, die ein neues Licht auf Foucaults Privatleben werfen. Trotz des Schweigens in der Pariser Intellektuellenszene werden die Vorwürfe ernst genommen und diskutiert, da sie das Erbe des Philosophen nachhaltig beschädigen könnten.
Ebenfalls 1977 bat die italienische Zeitung Corriere della Sera Foucault, eine Kolumne zu schreiben. Dafür reiste er 1978, Tage nach dem Massaker des Schwarzen Freitags, in den Iran nach Teheran. Als Proponenten der sich entwickelnden Iranischen Revolution traf er sich mit Oppositionsführern wie Mohammad Kazem Shariatmadari und Mehdi Bāzargān und entdeckte die Unterstützung der Islamischen Revolution durch die Bevölkerung. Nach seiner Rückkehr nach Frankreich war er einer der Journalisten, die den Ayatollah Khomeini besuchten, ehe dieser nach Teheran zurückkehrte. Foucaults Artikel zeigte Respekt vor Khomeinis islamistischer Bewegung, wofür er in der französischen Presse, auch von Exil-Iranern, heftig kritisiert wurde. Foucaults Antwort war, dass der Islamismus zu einer wichtigen politischen Kraft in der Region werden und dass der Westen ihn eher mit Respekt als mit Feindseligkeit behandeln sollte. Ebenfalls 1978 rief Foucault in einem Artikel in der Zeitschrift Le Nouvel Observateur die Linke dazu auf, ihre Ängste vor einer islamischen Regierung in Iran aufzugeben. Daraufhin kritisierte eine im Exil lebende Iranerin in einem Leserbrief Foucaults unkritische Haltung gegenüber der Islamischen Revolution im Iran. In einer kurzen Antwort schrieb Foucault in der folgenden Woche in der gleichen Zeitung, dass er sich weigere, die Kritik der iranischen Frau am politischen Islam zu teilen. Denn: „Die erste Bedingung, um dem Islam mit etwas Intelligenz zu begegnen, ist, sich vom Hass fernzuhalten.“ Foucault warf der Frau vor, sie habe einen Hass auf den Islam – zu einer Zeit, als das Khomeini-Regime schon dabei war, Frauen zu verschleiern und gegen politische Dissidenten Todesurteile zu verhängen.
Außerdem unternahm Foucault in dieser Zeit mehrere Vortragsreisen nach Brasilien und reiste im April 1978 nach Japan, wo er unter Omori Sogen im Seionji-Tempel in Uenohara Zen-Buddhismus studierte.

### Ab 1980: Weitere Veröffentlichungen und Tod

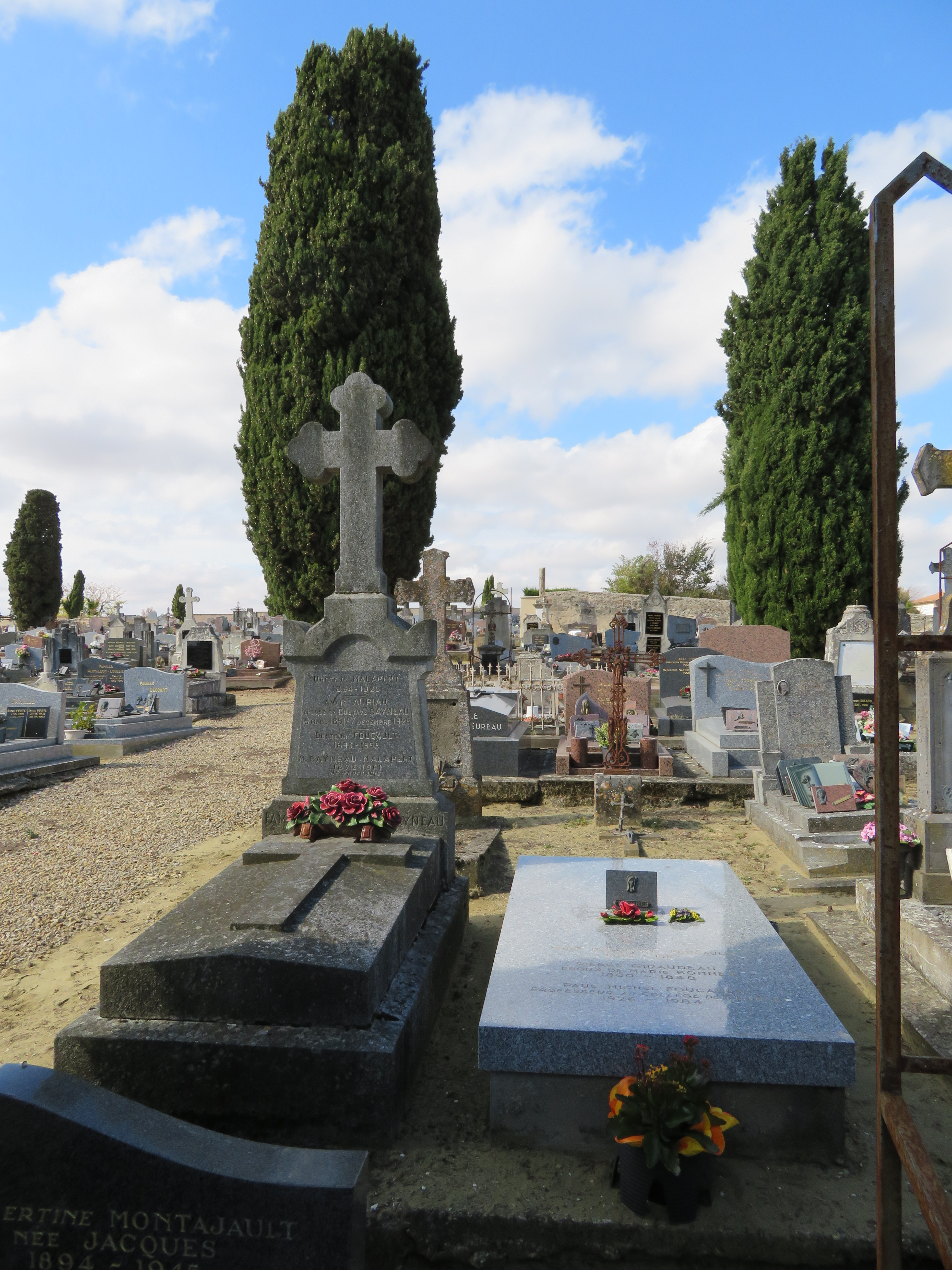
Foucaults Grab auf dem Friedhof von Vendeuvre-du-Poitou, links daneben das Grab seines Vaters

Ab 1980 unternahm er längere Vortragsreisen in den USA und engagierte sich gemeinsam mit Pierre Bourdieu für die polnische Solidarność. Erst 1984 erschienen die Bände 2 und 3 von Sexualität und Wahrheit: L’usage des plaisirs (dt. Der Gebrauch der Lüste) und Le souci de soi (dt. Die Sorge um sich), in denen er an die Untersuchungen vom ersten Band anknüpfte. Dabei ging es darum, wie sich die Thematisierung der „Sexualität“ in den modernen, abendländischen Gesellschaften durch den Rückgriff auf die – im klassischen griechischen Denken aufgeworfene – Problematisierung des Sexualverhaltens (als Bereich moralischen Ermessens und moralischer Wahl) auf neue, andere Weise betrachten ließe.
Der vierte und letzte Band Les aveux de la chair (dt. Die Geständnisse des Fleisches) lag zu diesem Zeitpunkt in bereits weitgehend redigierter Form vor. In diesem Band wird die Rolle untersucht, die die Hermeneutik und die reinigende Enträtselung der Begierde – in den ersten Jahrhunderten des Christentums – bei der Konstitution sexueller Erfahrung spielten. Der Text wurde von den Erben aufgrund Foucaults kurz vor seinem Tod, quasi-testamentarisch geäußerten Wunsches, „keine posthumen Veröffentlichungen“ zu erlauben, bis zum Jahr 2018 nicht zur Veröffentlichung freigegeben.
Da sich Foucault seit Beginn der 1980er-Jahre häufig für Lehraufträge an der University of California in Berkeley aufhielt, begab er sich nach Vorträgen und Seminaren regelmäßig in die Homosexuellen-Szene von San Francisco, um sich sexuell freiheitlich auszuleben. Ende 1983 kehrte er, sichtlich abgemagert, erschöpft und von einer neuartigen Krankheit geplagt, aus Berkeley nach Paris zurück. Am 21. März 1984 hielt er seine letzte Vorlesung am Collège de France. Am 2. Juni fiel Foucault in seiner Pariser Wohnung in Ohnmacht und wurde in ein Krankenhaus des 15. Arrondissements eingeliefert, wo er einige Tage blieb, bevor er eine Woche später in das Hôpital de la Salpêtrière überführt wurde. Dort – in dem berühmten Krankenhaus, das er in Wahnsinn und Gesellschaft selbst ausgiebig studiert hatte – starb Foucault am 25. Juni 1984 an den Folgen einer HIV-Infektion.

## Prägungen
Als bedeutsame Prägungen und Einflüsse für das Werk und Denken Foucaults lassen sich Immanuel Kant, Georg Wilhelm Friedrich Hegel, Karl Marx, Friedrich Nietzsche, Martin Heidegger und Georges Canguilhem anführen.

### Kant
Der späte Foucault wies mehrfach darauf hin, dass er sich selbst in einer Tradition kritischer Philosophie nach Immanuel Kant verorte. An Kant faszinierte ihn insbesondere dessen vergleichsweise kurze Abhandlung Beantwortung der Frage: Was ist Aufklärung? – eine Schrift, mit der sich Foucault an verschiedenen Stellen ausgiebiger auseinandersetzte. Der Vorstellung einer bereits realisierten Moderne hält Foucault dabei Kants Begriff der Aufklärung entgegen, um zu zeigen, dass die Rede von einer vollendeten Moderne dem Anspruch Kants nicht gerecht wird.
Weiterhin verwendete Foucault die kantischen Begriffe Kritik und a priori. Statt einer rein erkenntnistheoretischen Dimension, wie in Kants Kritik der reinen Vernunft, gewinnen diese Begriffe bei Foucault nun zusätzlich eine empirische, d. h. historische Dimension. Er zielt dabei auf eine empirisch-historische Kritik an den modernen, westlichen Gesellschaften, die sich im Besitz eines wahren Wissens wähnen. Gleichsam fragt er – in seiner ‚archäologischen Phase‘ (s. dazu weiter unten) – nach den Bedingungen der Möglichkeit von akzeptierten Wahrheiten. Dazu historisiert er einerseits Kants Frage nach den Bedingungen der Möglichkeit und knüpft andererseits an die Ontologie Heideggers an, indem er dessen Frage nach dem Sein auf eine Analyse der Seinsweisen von Ordnung verpflichtet.

### Hegel
Mit der Philosophie Hegels kam Foucault vor allem über seinen kurzzeitigen Lehrer am Lycée Henri IV, dem französischen Hegel-Übersetzer und -Interpreten Jean Hyppolite, in Kontakt. Foucaults Kritik an Hegel lässt sich in etwa so darlegen: Hegel betone in seiner Dialektik zwar einerseits das irrationale Moment – zugleich werde dieses Irrationale aber nicht wirklich anerkannt, insofern es schließlich in eine erweiterte Rationalität zu integrieren versucht werde. Geschichte mit Hegel als System, als „Ganzes“, im Sinne einer „Entfaltung von Sinn und Freiheit“, zu begreifen beinhalte daher immer eine Problematik der Ausschließung von Anderem – dem „Unvernünftigen“.
Jedoch sollte dies zugleich nicht als vorschnelle Absage an die hegelsche Philosophie als solche gelesen werden: Im Gegenteil fühlte sich Foucault dem Hegelianismus, sofern dieser als Historisierung des wissenden Subjekts begriffen wird, und insbesondere Jean Hyppolite – der „Stimme Hegels“, wenn nicht jener der Philosophie überhaupt – ein Leben lang verbunden. Von daher überrascht es nicht, wenn Foucault sein Verhältnis zu Hegel einmal so auf den Punkt bringt: „Jede philosophische Reflexion von heute ist ein Dialog mit Hegel, und moderne Philosophie praktizieren heißt die Geschichte der Philosophie Hegels nachzeichnen.“

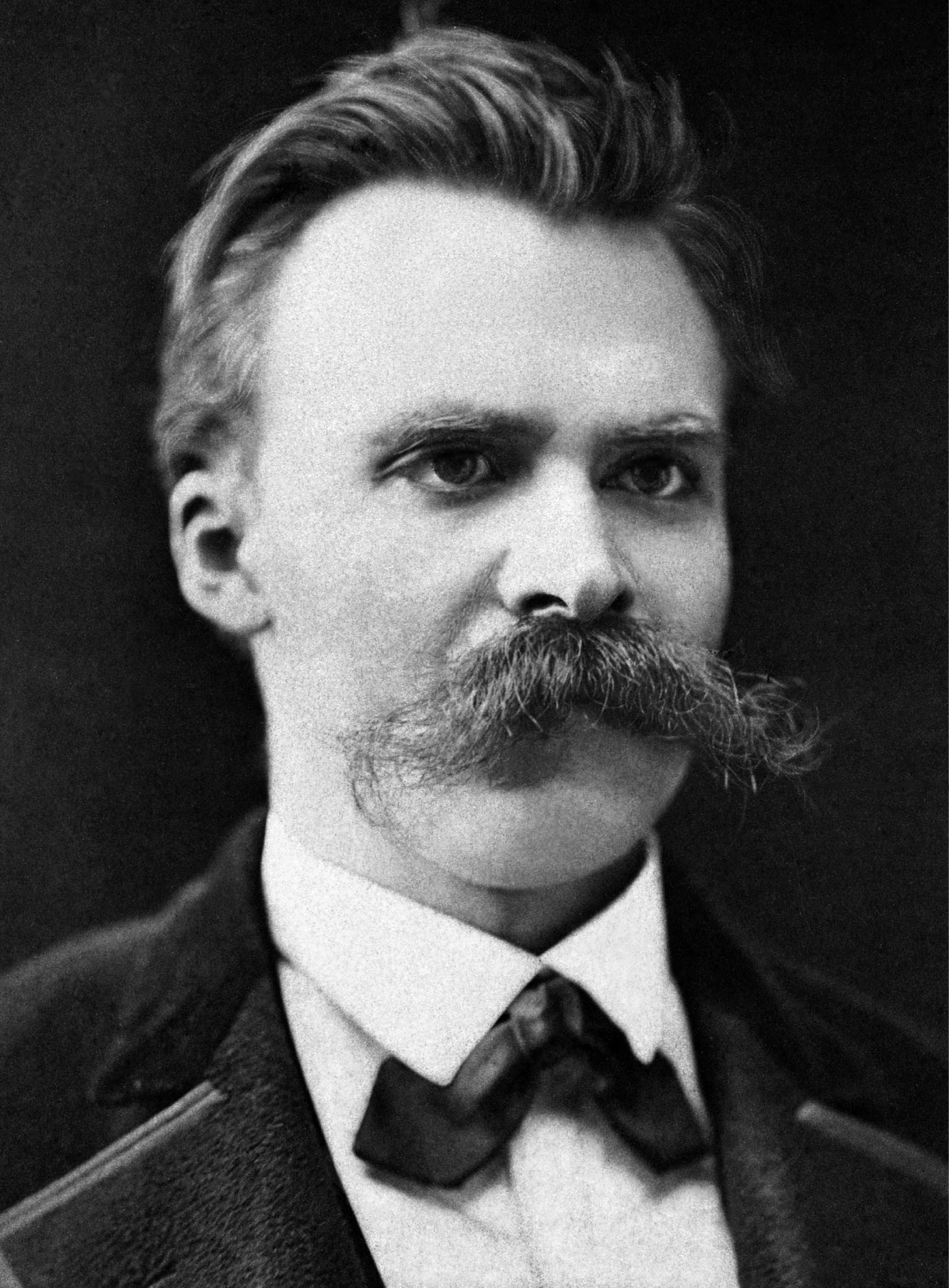
Die gegenwartskritische Philosophie Nietzsches übte starken Einfluss auf Foucault aus

### Nietzsche
Die wohl größte Faszination auf Foucaults Denken übte die Philosophie Friedrich Nietzsches aus. Von diesem übernahm er die wahrheits- und metaphysikkritische Methode der Genealogie, eine Methode, auf die bereits dessen 1887 erschienenes Werk Zur Genealogie der Moral im Titel anspielt und mit der dieser die historische Herausbildung der modernen Moral untersucht hatte. Laut Nietzsche gebe es keine universelle Form der Moral, vielmehr wachse das, was als Moral bezeichnet wird, historisch aus dem Abarbeiten oppositioneller Taktiken und Interessen.
Foucault nahm die Grundgedanken dieses Ansatzes auf und führte sie eigenständig weiter. Für ihn bedeutete die genealogische Herangehensweise vor allem, jene vom Abendland wohldefinierten Grunderfahrungen, wie Humanismus, Psychiatrie, das Strafsystem und das Sexuelle, gerade in ihrer scheinbaren Wohldefiniertheit anzugreifen und radikal infrage zu stellen. Er verstand sich dabei zeitlebens als „Nietzscheaner“. Auch Reiner Keller weist in seiner wissenssoziologischen Studie zu Foucault auf die hohen Kontinuitäten in den Arbeiten und Motiven Nietzsches und Foucaults hin.

## Denken

### „Kritische Geschichte des Denkens“
Foucault hat sein philosophisches Vorhaben einmal als „kritische Geschichte des Denkens“ zusammengefasst. Dabei verwendete er besonders in seinen frühen Studien das von ihm geprägte Verfahren einer Archäologie des Wissens. Hierfür untersuchte er, wie sich Wissen entlang bestimmter Diskurse historisch konstituiert hat. In der späteren Phase seines Werkes beschäftigte Foucault sich vor allem mit der Analyse der vielfältigen Wirkungsweisen von Macht, d. h. mit der Frage, „in welchen Formen, durch welche Kanäle und entlang welcher Diskurse die Macht es schafft, bis in die winzigsten und individuellsten Verhaltensweisen vorzudringen.“ Außerdem interessierte ihn, wie Subjekte durch machtvolle Techniken und Prozesse hervorgebracht werden bzw. sich selbst hervorbringen.
Seine konkreten Analysen richteten sich auf die „Geschichte der Gegenwart“, die „Ethnologie unserer Kultur“ sowie die historische Herausbildung von „Wahrheitsspielen“ und Wissensformationen. Dabei ging es Foucault stets um eine „Diagnostik der Gegenwartsgesellschaft“.
Hierfür untersuchte er unter anderem die Geschichte des Konzepts Wahnsinn im Hinblick auf die abendländischen Vernunftgesellschaften und damit verbundene Praktiken, insbesondere jene des Ausschlusses; ferner die moderne Problematisierung der Krankheit als Krankheit, d. h. das Aufwerfen der Frage des Pathologischen und die Herausbildung medizinischer Techniken (Klinik). Außerdem setzte er sich mit der Entstehung der Humanwissenschaften und ihrer Begrifflichkeiten, dem Gefängnis als Institution und Techniken des Überwachens und Strafens sowie mit der modernen Problematisierung und Anheizung („Diskursivierung“) des Sexuellen auseinander.
Foucaults Interesse galt dabei insbesondere auch grenzüberschreitenden Formen der Literatur – diesbezüglich etwa den Schriften Stéphane Mallarmés, Georges Batailles, Maurice Blanchots, Raymond Roussels, Jean-Pierre Brissets und Marquis de Sades. Zudem untersuchte er die Herausbildung des modernen Staates, Formen politischer Intervention und die Entstehung von Techniken und Praktiken des Selbst, den sogenannten „Existenzkünsten“ – so beispielsweise in Verbindung mit dem „Gebrauch der Lüste“ in der griechischen Antike in Sexualität und Wahrheit.

### Die archäologische Phase

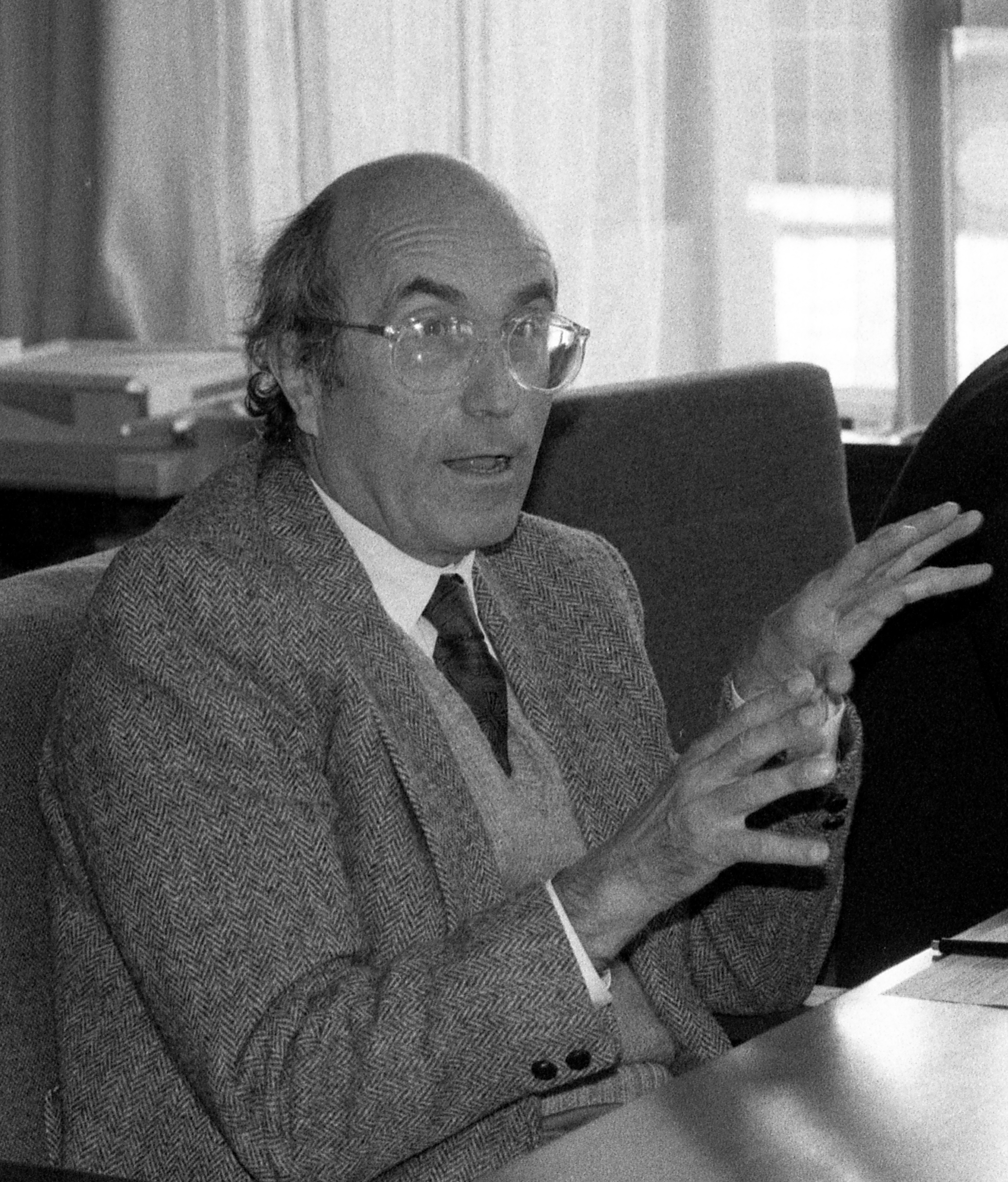
Der Systemtheoretiker und Soziologe Niklas Luhmann prägte den Begriff der Kontingenz

Wissen ist für Foucault kontingent: Es ist weder notwendig noch unmöglich, damit – im Anschluss an Luhmann – immer „auch anders möglich“. Dabei ging es Foucault zunächst – in seiner ‚archäologischen Phase‘ der 1960er-Jahre – darum, die historischen Bedingungen, die das als wahr bezeichnete Wissen moderner Gesellschaften und Wissenschaften erst als solches ermöglichen, zu erforschen. Die Arbeit des „Archäologen“ bestehe darin, in „Archiven“ nach diesen Bedingungen, den „Regelmäßigkeiten des Diskurses“, zu „graben“. Er versteht Wissen dabei als Effekt in der Zeit gebildeter, vorab strukturierender Diskurse. In Anlehnung an den kantischen Begriff des a priori verwendet Foucault hierzu das Konzept eines – freilich nun – „historischen a priori“. Zugleich stellt das so hervorgebrachte Wissen nicht nur ein Ergebnis dar, sondern bildet als „Ereignis“ wiederum den Ausgangspunkt neuer Diskurse.
Allerdings bemängelte er ab den 1970er-Jahren an dem Begriff der Archäologie unter anderem den darin enthaltenen Verweis auf einen Ursprung (gr. archē). Das Vorgehen der „Ausgrabung“ von Diskursen müsse daher einer Methodologie weichen, die auf das Verborgene ziele.
Eine solche Methodologie findet Foucault nun bei Nietzsche – in dessen Genealogie. Die vorgenommene Verschiebung entzündet sich für Foucault dabei vor allem am zentralen Begriff der Macht.

### Die genealogische Phase

#### Kritik des klassischen Machtbegriffs
Mit dem Beginn der 1970er-Jahre wandte sich Foucault dem Verhältnis von Wissen und Macht zu. Dabei kritisierte er die herkömmliche Machtauffassung. Diese sei zu sehr an einer juridischen, d. h. auf Fragen des Gesetzes und des Verbots ausgerichteten Sichtweise orientiert. Eine solche Sichtweise, nach der Macht in den modernen, westlichen Gesellschaften in erster Linie als restriktiv-verneinend verstanden werde, bezeichnete Foucault als „merkwürdig beschränkt“, insofern diese Macht

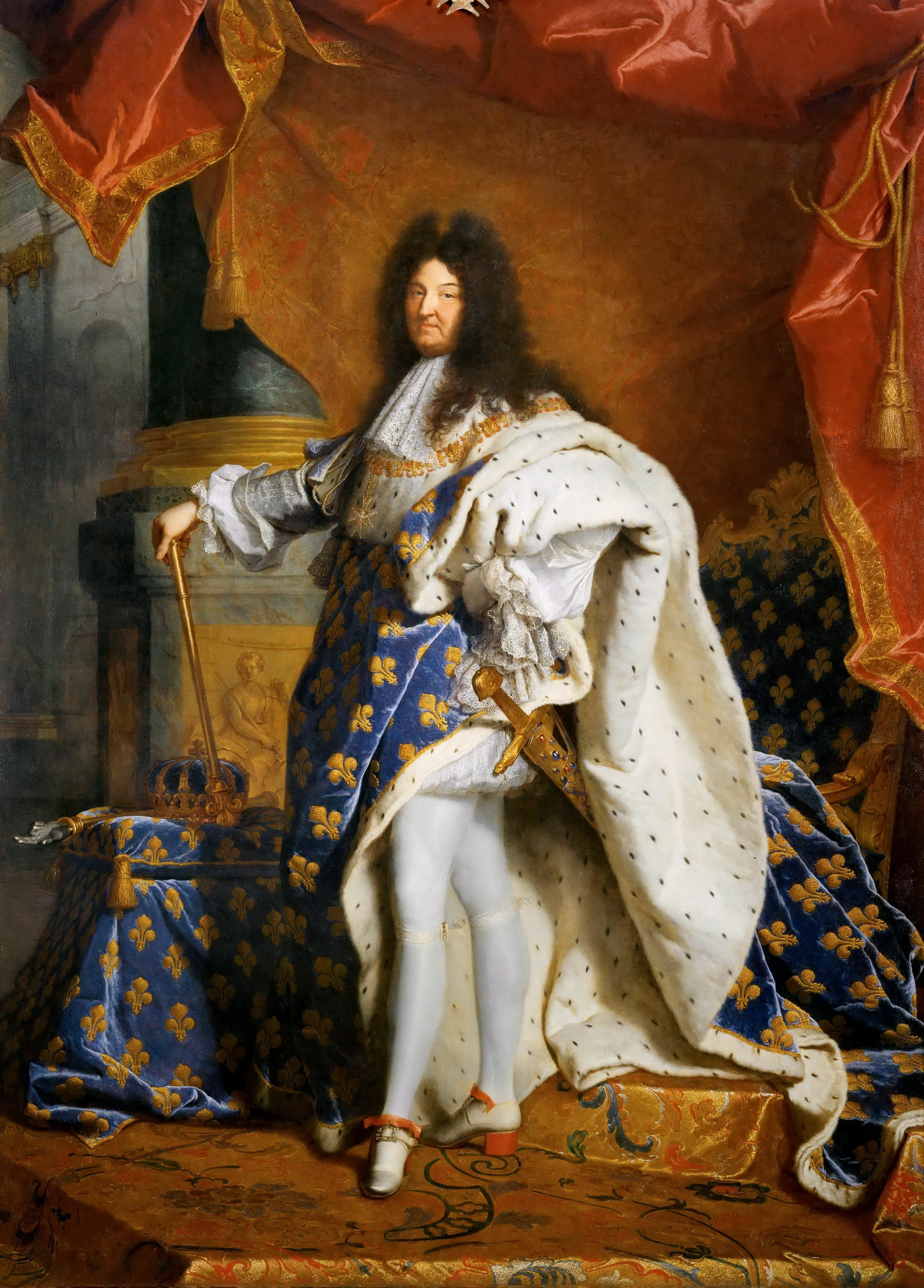
Modernes politisches Denken ist in der Monarchie (hier symbolisiert durch den absolutistischen Herrscher und „Sonnenkönig“ Louis XIV) verblieben, so eine Kernthese Foucaults

„arm an Ressourcen, […] monoton in ihren Taktiken, unfähig zur Erfindung und gleichsam gezwungen [sei], sich beständig zu wiederholen. Sodann wäre es eine Macht, deren Mächtigkeit sich darin erschöpfte, nein zu sagen, außerstande, etwas zu produzieren, nur fähig, Grenzen zu ziehen. […] Endlich handelt es sich um eine Macht, deren Modell wesentlich juridisch ist, einzig und allein auf die Verkündung des Gesetzes und das Funktionieren des Verbots ausgerichtet. Alle Arten der Beherrschung, Unterwerfung und Verpflichtung laufen somit am Ende auf Gehorsam hinaus.“

Foucault stellt, was die Macht betrifft, erstaunt fest, dass der „Kopf des Königs“ in der politischen Theorie „noch immer nicht gerollt“ sei. Die Analyse der Macht bzw. ihrer Repräsentation stehe damit aber letztlich bis heute „im Bann der Monarchie“. Stattdessen müsse Macht als produktiv-strategische Situation von Kräfteverhältnissen in den Blick genommen werden. Dabei betont er, dass Macht nicht mehr rein als eine von einer herrscherlich auftretenden Instanz (z. B. Souverän, Staat) über eine andere (Untertanen, Subjekte) besessene oder ausgeübte eingeschätzt werden könne.

„[Die Macht] beruht nicht auf der allgemeinen Matrix einer Zweiteilung, die Beherrscher und Beherrschte einander entgegensetzt und von oben nach unten auf immer beschränktere Gruppen und bis in die letzten Tiefen des Gesellschaftskörpers ausstrahlt.“

Hinzu kommt, dass in einem solchen, klassischen Modell der Entgegensetzung von Herrschendem und Beherrschten die Beherrschten selbst keinerlei Macht ausüben (man denke etwa an Monarchien und das Verhältnis König – Untertanen). Wenn man nun dieses einseitige Modell der Macht auf moderne Gesellschaften übertrage, so verfehle man damit letztlich die zentralen Funktionsweisen der Macht in diesen Gesellschaften. Entgegen dieser einseitigen Machtvorstellung betont Foucaults strategisch-produktive Vorstellung von Macht daher, dass Machtbeziehungen multipel sind und letztlich überall (d. h. auch auf der Seite der ‚Beherrschten‘) entstehen und wirken. Jede Machtbeziehung bringt ein ‚Wissensfeld‘ hervor und jede Form von Wissen erzeugt Machtbeziehungen. Um die „beweglichen Wechselspiele“ zwischen Macht, Wissen (Wahrheit) und Diskursen in modernen Gesellschaften analysieren zu können, führte Foucault das Konzept des Dispositivs ein.

#### Subjekt und Subjektivierung
Foucault stellt die Vorstellung eines vorab existierenden Subjekts als Gegebenem infrage. Stattdessen gehe es darum, wie Menschen durch machtvolle Prozesse immer schon zu Subjekten gemacht werden (vgl. auch Subjektivierung). Dabei sei der moderne „Mensch, von dem man uns spricht und zu dessen Befreiung man einlädt, […] bereits in sich das Resultat einer Unterwerfung, die viel tiefer ist als er.“
Für die ‚genealogische‘ Analyse – wie Foucault sein Vorgehen in Anlehnung an Nietzsche bezeichnet – sei zudem zu berücksichtigen, dass diese ihre Untersuchung selbst von einer Position innerhalb des Macht-Wissen-Dispositivs durchführe. Es sei vielmehr ein Irrtum, das – obgleich selbstkritische – Subjekt jenseits der Geschichte, d. h. jenseits dieses Dispositivs, zu verorten. Stattdessen müsse ebendieses Subjekt als ein ‚durch in ihrer Historizität zu begreifende Macht-Wissen-Spiele‘ hervorgebrachtes gefasst werden.

„Das erkennende Subjekt, das zu erkennende Objekt und die Erkenntnisweisen [bilden] jeweils Effekte jener fundamentalen Macht/Wissen-Komplexe und ihrer historischen Transformationen.“

Dabei gehen die Machtverhältnisse nun über Disziplinierungsprozesse ins „Innere der Körper über“. Dem Subjekt würden Techniken „eingehämmert“, mithilfe derer dieses sich als autonomes, d. h. als Individuum erkennen könne. Gleichzeitig lerne dieser moderne Mensch allmählich, was es bedeutet, einen lebenden Körper und eine Gesundheit zu haben, welche man nicht nur modifizieren, sondern auch und vor allem optimieren kann. Oder, wie Foucault resümiert: „Zum ersten Mal in der Geschichte reflektiert sich das Biologische im Politischen.“

#### Gouvernementalität

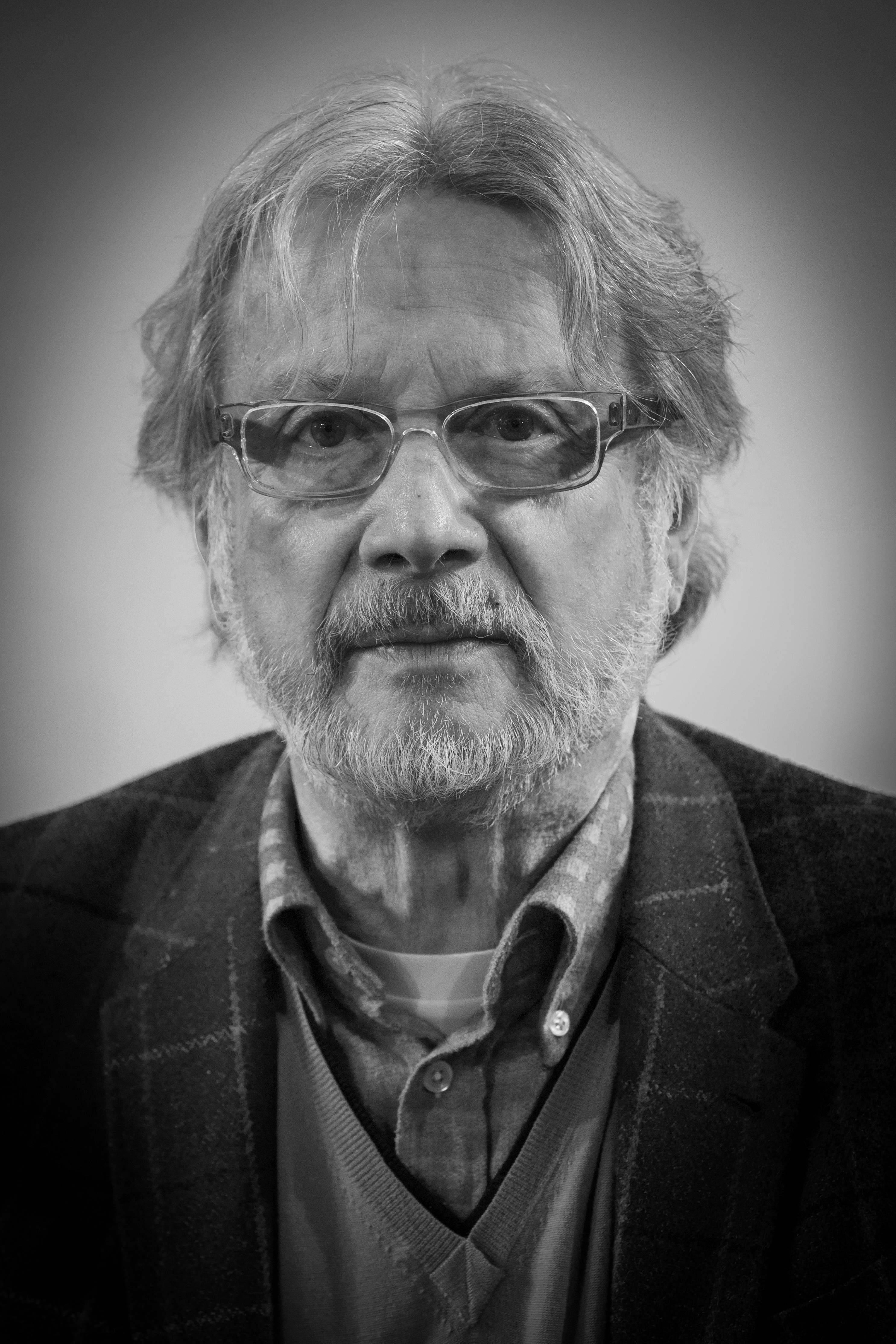
Foucaults langjähriger Lebenspartner Daniel Defert im Jahr 2015

Den Begriff der Gouvernementalität führte Foucault während seiner Vorlesung am Collège de France im Studienjahr von 1977 bis 1978 ein. Hintergrund ist Foucaults Untersuchung der Herausbildung des modernen Staates in Verknüpfung mit der Herausbildung moderner Subjektivierung (dieser Begriff lässt sich in etwa als ‚machtvolle Subjektwerdung‘ übersetzen, s. dazu weiter oben).
Staatsformierung und Subjektivierung verschränken sich für Foucault im zentralen Begriff der Regierung. Er versteht Regierung bzw. Regieren dabei in dem weiten Sinne, den das Wort bis zum Ende des Mittelalters besaß.
Foucault geht davon aus, dass sich das Regieren mit der Herausbildung moderner Nationalstaaten verändert. Es kommt zu einer Verbindung der christlich-religiösen Machttechnik des Pastorats mit politischen Machttechniken. Während erstere am Seelenheil Einzelner interessiert ist, zielen letztere auf eine Optimierung der gesellschaftlichen Organisation. Modernes Regieren verknüpft die Führung und Selbstführung Einzelner mit der Herrschaft über die Bevölkerung eines Staates (Bio-Macht), so dass es von Foucault auch als „Führung von Führungen“ bezeichnet wird. Beispielhaft hierfür untersucht Foucault die neoliberale Gouvernementalität.
Die Analyse der Gouvernementalität ersetzt bei Foucault eine Staatstheorie, da er den Staat nicht als eigenständiges Phänomen, sondern als Produkt historisch gewachsener, spezifischer Machtverhältnisse ansieht. Gouvernementalität bezeichnet somit das Ergebnis eines historischen Prozesses.
An das Konzept der Gouvernementalität knüpft die Forschungsrichtung der governmentality studies an.

## Werke im Einzelnen

### Wahnsinn und Gesellschaft
Von 1955 bis 1959 schrieb Foucault an Wahnsinn und Gesellschaft: Eine Geschichte des Wahns im Zeitalter der Vernunft (frz. Folie et déraison). Das Buch erschien 1961 und betrachtet die Art, wie das Konzept des Wahnsinns sich im Laufe der Geschichte veränderte.
Foucault versucht, diese Betrachtung des Wahnsinns möglichst objektiv und unvoreingenommen durchzuführen und sich nicht von den verbreiteten negativen Konnotationen beeinflussen zu lassen. Dafür müsse er „eine Strukturuntersuchung der historischen Gesamtheit – Vorstellungen, Institutionen, juristische und polizeiliche Maßnahmen, wissenschaftliche Begriffe – […] leisten, die einen Wahnsinn gefangenhält, dessen ungebändigter Zustand in sich selbst nie wiederhergestellt werden kann. Da uns jene unzugängliche, ursprüngliche Reinheit fehlt,“ müsse diese Untersuchung jene spezifische historische Entscheidung ausfindig machen, die Vernunft und Wahnsinn voneinander getrennt hat.

#### Kernaussage
Foucault thematisierte die Mechanismen der Aussonderung von „Anderem“ durch aufgeklärt-rationale Gesellschaften. Der Wahnsinn als das „Andere der Vernunft“ werde von dieser ausgegrenzt und zum Schweigen gebracht und komplexen Prozeduren rationaler Kontrolle und Disziplinierung ausgesetzt. Die abendländische, neuzeitliche Rationalität habe dabei ausschließende und repressive Funktion. Er beschäftigte sich hierzu im Detail mit der Entwicklung der modernen Klinik und der Geschichte des Gefängnisses. Dabei fand er keine Entwicklung zum Besseren oder ein Anwachsen an Vernünftigkeit, sondern nur einen von Brüchen gekennzeichneten Wandel im Rahmen zeitbedingter, kontingenter Konstrukte.
Hierfür beginnt Foucault mit einer Analyse des Mittelalters, als Leprakranke von der Gesellschaft separiert wurden. Später wurden an „Wahnsinn“ Erkrankte zunehmend wie zuvor die Leprakranken behandelt. Eine systematische Ausschließung finde trotzdem erst im Zeitalter der Klassik statt. Im 17. Jahrhundert ging man dazu über, diese einzusperren. Schließlich wurde der Wahnsinn im Rahmen der psychiatrischen Wissenschaft als eine geistige Krankheit definiert und somit komplett von der Vernunft getrennt.
Foucault beschreibt, wie der Wahnsinnige sich von einem akzeptierten, integrierten Teil der gesellschaftlichen Ordnung zu einer Person entwickelte, die eingeschlossen und ausgeschlossen werde:

„Deshalb kann man sagen, daß Wahnsinn vom Mittelalter bis zur Renaissance innerhalb des gesellschaftlichen Horizonts als ästhetische oder weltliche Tatsache vorhanden war; im siebzehnten Jahrhundert dann folgte eine Phase des Schweigens und des Ausschlusses, die mit der Einsperrung der Wahnsinnigen begann. […] Das zwanzigste Jahrhundert schließlich zügelt den Wahnsinn, reduziert ihn auf eine Naturerscheinung, die zur Wahrheit der Welt in Verbindung steht. Von dieser positivistischen Einstellung leiten sich sowohl die irregeleitete Philanthropie ab, mit der sich die gesamte Psychiatrie dem Geisteskranken nähert, als auch der lyrische Protest dagegen.“

#### Weiterführendes
Eine Kultur definiert sich für Foucault generell über das Zurückweisen von außerhalb Liegendem und das Abstecken kultureller Grenzen. Neben dem Wahnsinn nennt Foucault eingangs noch drei weitere Bereiche abendländischer Ausgrenzung, die jeweils eigene Bücher wert wären: den Orient, den Traum und Sexualität.
Foucault betrachtet auch konkrete psychiatrische Behandlungsmethoden, besonders von Philippe Pinel und Samuel Tuke. Er behauptet, dass ihre Methoden nicht weniger Kontrolle ausüben als frühere Behandlungsweisen. Der von Tuke propagierte Rückzug auf das Land bestrafe den Wahnsinnigen solange, bis er normales Verhalten erlerne. In ähnlicher Weise funktioniere Pinels Behandlung des Wahnsinnigen durch Aversionstherapie. Ihre Bemühungen zielten weniger auf eine Behandlung der Krankheit, als darauf, den Kranken mit der gesellschaftlichen Konformität zu versöhnen, in die Arbeitswelt einzugliedern und den herrschenden patriarchalischen Moralvorstellungen zu unterwerfen.

### Die Geburt der Klinik
Foucaults zweites größeres Buch Die Geburt der Klinik: Eine Archäologie des ärztlichen Blicks (frz. Naissance de la clinique: une archéologie du regard médical) wurde 1963 veröffentlicht. In Fortsetzung von Wahnsinn und Gesellschaft spürt die Geburt der Klinik der Entwicklung der Medizin und besonders der Institution der Klinik nach, womit hauptsächlich universitäre Lehrkrankenhäuser gemeint sind.

### Die Ordnung der Dinge

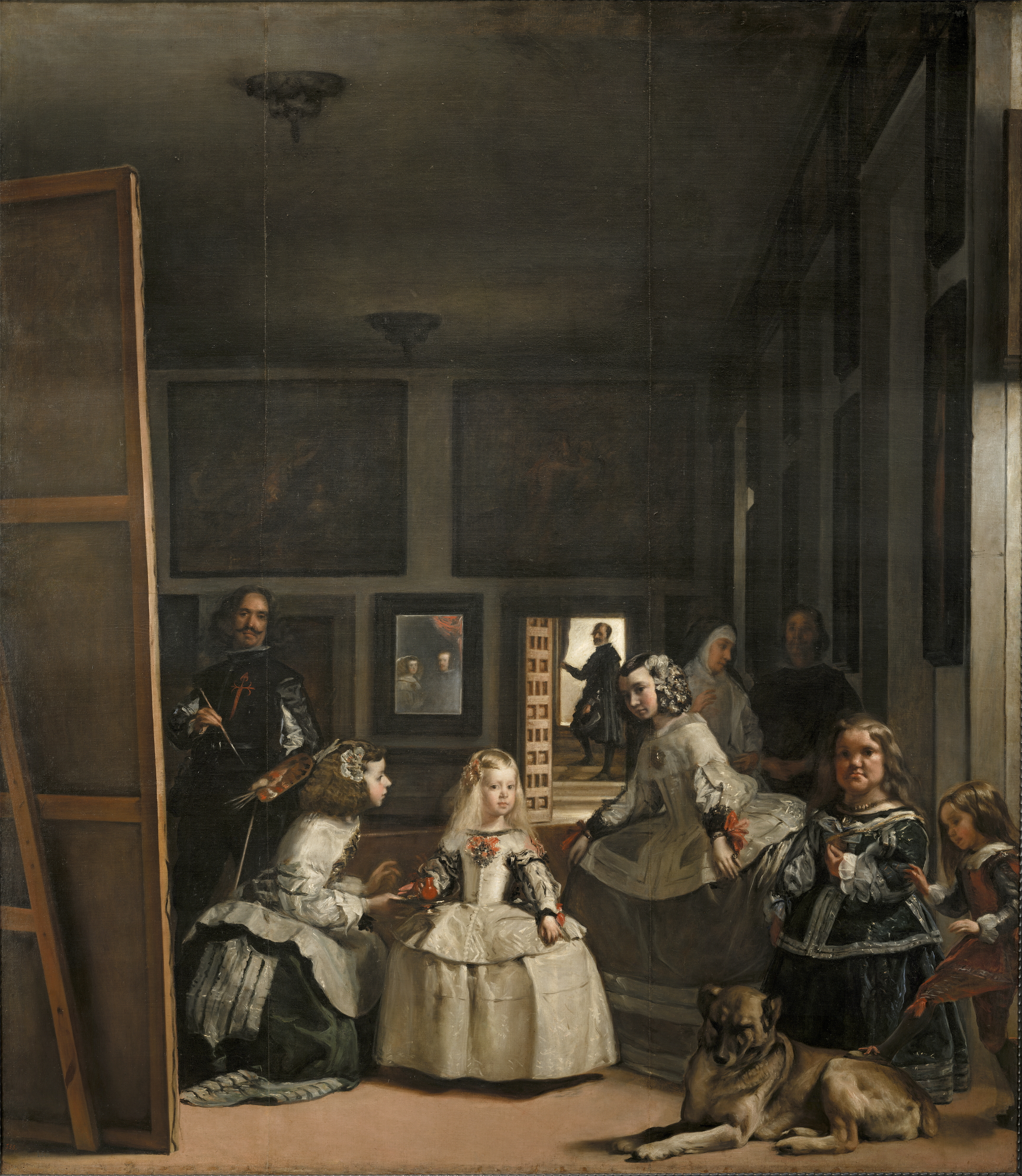
Das Gemälde Las Meninas („Die Hoffräulein“) von Diego Velázquez diente Foucault wegen seiner komplexen Anordnung von Verborgenem und Sichtbarem zum Einstieg seiner „archäologischen“ Betrachtung von Wissensgebieten in seinem Buch Die Ordnung der Dinge

1966 veröffentlichte Foucault Die Ordnung der Dinge: Eine Archäologie der Humanwissenschaften. (französisch Les Mots et les choses. Une archéologie des sciences humaines „Die Wörter und die Dinge. Eine Archäologie der Humanwissenschaften.“). Der deutsche Titel entspricht dem Wunsch Foucaults, der sich für die französische Ausgabe den Titel L’Ordre des Choses wünschte, aber davon auf Wunsch des Herausgebers Pierre Nora absah. Die Ordnung der Dinge machte Foucault in Frankreich und anschließend auch international als intellektuelle Figur bekannt.
Das Buch ist eine Analyse der unbewussten Grundeinstellungen der wissenschaftlich Tätigen seit der Neuzeit. Hierfür untersucht Foucault die Entwicklung von drei Wissensgebieten: die Sprache der Menschen (Philologie/Linguistik), das Wirtschaften des Menschen (Ökonomie) und die Vielfalt der Lebewesen (Biologie). Er kommt so zu der Entdeckung, dass es in den letzten fünf Jahrhunderten keine Kontinuität in der wissenschaftlichen Fragestellung gegeben hat, sondern zwei vollständige Brüche, und zwar einmal in der ersten Hälfte des 17. Jahrhunderts und das andere Mal um das Jahr 1800. Foucaults Untersuchungen zeigen, wie sich zu diesen Zeitpunkten in den verschiedenen Wissensgebieten parallel jeweils völlig neuartiges Denken entwickelte. Diese von ihm entdeckten historischen Apriori des Wissens bezeichnet er als episteme.
Bis Beginn des 17. Jahrhunderts seien Wissenschaftler lediglich an der Entdeckung von äußerlich offensichtlichen Ähnlichkeiten zwischen den Dingen interessiert gewesen. Ab dann bis ungefähr 1800 war das Hauptinteresse der Wissenschaftler die Klassifikation, also die Erstellung vollständiger Übersichten aller Kenntnisse in einer Art Tableau. Ab etwa 1800 schließlich wurde das genaue Funktionieren der Dinge untersucht und dadurch die Geschichtlichkeit und Kontingenz der Welt bemerkt. Der Mensch selber – als derjenige, der spricht und lebt und arbeitet – rückte in das Blickfeld der Forschenden. Es entstanden die Humanwissenschaften wie bspw. Ethnologie und Psychoanalyse. Diese zeigen einerseits die eigentlich anonymen Strukturen von Sprachen und Kulturen und andererseits das Unbewusste im Handeln der Menschen, sodass von einem freien, selbstbestimmten Individuum beziehungsweise einem souveränen Subjekt kaum mehr gesprochen werden kann. Deshalb spricht Foucault in den letzten Worten des Buches vom Verschwinden des Menschen „wie am Meeresufer ein Gesicht im Sand“.
Foucault stellt sich nach eigener Aussage nicht die Frage, ob und inwiefern die Wissenschaft objektiv zu Erkenntnissen gelange. Allerdings bilde Wissenschaft mehr oder weniger stabile diskursive Formationen und begriffliche Koordinaten aus, welche determinieren, was – weiterhin kontingent – jeweils diskutierbar, verstehbar, wahr oder falsch sei. Foucault diskreditierte damit zum Teil die Idee des kontinuierlichen Fortschritts und stellt ihm einen kontingenten Wechsel formativer Strukturen gegenüber.
Seine zugrundegelegte diskursanalytische Methode, die Foucault als archäologisch bezeichnet, hat Foucault später mehrfach – am ausführlichsten in Archäologie des Wissens (1969) – dargestellt.

### Archäologie des Wissens
Die 1969 veröffentlichte Studie zur Archäologie des Wissens (frz. L’Archéologie du savoir) erschien noch vor Foucaults Wahl ins Collège de France und bestimmt rückblickend die Methode näher, die er in seinen konkreten Studien angewendet hatte.
Sein Vorgehen beschreibt er als Arbeit an „Archiven“ oder als „Archäologie“ von Diskursformationen. Die kulturwissenschaftliche Methodendiskussion spricht üblicherweise von Diskursanalyse.
Foucault sieht die Archäologie des Wissens als ergänzende Alternative zur herkömmlichen Ideengeschichte, die zeitgleich allerdings ähnlich auch von deren vermeintlichen Vertretern kritisiert und reformiert worden ist, etwa durch den Kontextualismus oder die Begriffsgeschichte, sodass ein gewisser Generationeneffekt vermutet worden ist, der sich durch eine posttotalitäre Abgrenzung von naiven Ideenvorstellungen auszeichnet und die Herstellung bzw. Verwendung von vermeintlich neutralen Ideen oder objektiven Wahrheiten kritisch reflektiert. Foucault interessiert sich aber weniger für individuelle Urheber von Ideen („Autoren“). Man kann Foucaults Slogan vom „Tod des Autors“ verbinden mit seiner Metapher vom Tod des durch die Humanwissenschaften hervorgebrachten Begriffs des „Menschen“. In dieser Hinsicht ähnelt Foucaults Vorgehen strukturalistischen Ansätzen in der Psychoanalyse, der Ethnologie und der Linguistik. Allerdings bezieht er eine diachrone (historische) Perspektive mit ein. Foucault sieht sich der Annales-Schule der Historiographie nahe. Deren Interesse für mentalitätsgeschichtliche, demographische und andere Entwicklungen über lange Perioden lässt ebenfalls das individuelle Wirken von Personen weniger hervortreten. Auch Georges Canguilhem und Gaston Bachelard sieht sich Foucault nahe.
Neben Autor, Subjekt und humanwissenschaftlichen Orientierungen werden zahlreiche weitere Begriffe der klassischen Ideengeschichte ausgeklammert, etwa Einfluss, Werk oder Tradition. Deren Anwendbarkeit gingen laut Foucault epochenspezifische „diskursive“ Vorgaben voraus. Während der Ausdruck Diskurs nur Ensembles von sprachlichen oder schriftlichen Äußerungen (diskursive Praktiken) und deren immanente Regeln meint, bildet der Begriff Dispositiv (auf den sich Foucault erst in späteren Vorlesungen und Werken bezieht) die Erweiterung des Diskurses um nicht-diskursive Praktiken, die institutionell oder sozial die Handlungsmöglichkeiten anderer beeinflussen.
Das Machtkonzept, auf welches Foucault zurückgreift, ist zu diesem Zeitpunkt noch wesentlich „juridisch-diskursiv“. Das Hauptmerkmal der Macht besteht in diesem Konzept darin, dass sie restriktiv wirkt. Sie verneint beispielsweise, indem sie sich des ausgesprochenen Verbots bedient. Diese Vorstellung verändert sich nun in den Folgejahren, bedingt vor allem durch bestimmte Erfahrungen im Zuge der Erforschung der Straf- und Gefängnissysteme. In Überwachen und Strafen und spätestens im ersten Band von Sexualität und Wahrheit stellt er dieser juridischen, restriktiven Machtkonzeption die strategisch-produktive Vorstellung von Macht zur Seite.

### Überwachen und Strafen
Überwachen und Strafen wurde 1975 unter dem Titel Surveiller et punir veröffentlicht. Darin setzt Foucault seine Untersuchungen über die polymorphe Macht, ihre Techniken und Wirkungsweisen v. a. am Beispiel des Gefängnisses fort. Prototypisch hierfür gilt ihm das von Jeremy Bentham entworfene Panoptikum: ein „ideales“ Gefängnis, in dem der Beobachter jeden Zelleninsassen beobachten kann.
Foucault arbeitet in diesem Buch die historische Entwicklung von körperlicher und seelischer Gewalt heraus. Mittels Martern wurde bis zum 18. Jahrhundert der Körper grausam zugerichtet und bis zum langsamen Tod hin gequält. Das inszenierte Schauspiel wurde von der Bevölkerung interessiert verfolgt. Später wurde der Mensch zunehmend als Wesen mit einer Seele wahrgenommen, dem eine gewisse Lernfähigkeit zuerkannt wurde. Im körperlosen Strafsystem wurde der Schmerz beseitigt. Die Strafe zielt auf die Zukunft ab und ihre Hauptfunktion dient der Vorbeugung. Die seelische Gewalt dient als Disziplinierungsmaßnahme.
Zudem wird die Strafe auf das Delikt abgestimmt. Es besteht die Notwendigkeit zur Individualisierung der Strafe, welche die Umstände und die Intention des Straftäters berücksichtigt. Es erfolgt eine Modulierung des Täters selbst, seiner Natur, seiner Lebens- und Denkweise, seiner Vergangenheit und seines Willens. Die Strafe bringt Entwicklung für den Gewalttätigen. Er lernt in der Einzelhaft durch Reflexion oder durch Arbeit. Das Gefängnis dient zur Verwahrung der Gewalttätigen, die unter Beobachtung stehen. Die soziale Entwurzelung wird als Teil der Strafe berücksichtigt. Die Gesellschaft wird als die Klasse der Herrscher und der Beherrschten definiert. Die Herrscher definieren die Gesetze und somit die Sozialmoral. Ihre Urteilskompetenz beruht auf einer teilweise für die Gesetzlosen nicht verständlichen Sprache. Die Herrscher geben als Leitmotiv vor: „Wer leben will, muss arbeiten“. Die Beherrschten sind Hungernde, die morden, um zu überleben. Durch die Sesshaftigkeit nehmen die Morde ab und Diebstähle und Eigentumsdelikte zu. Die Gewaltverbrecher sind Arbeitsunwillige und Arbeitslose. Der Justiz dient das Strafbuch (1810) als Grundlage und ein Apparat von Aufsehern, Priestern, Psychologen und Psychiatern zur Ausübung von Gewalt. Als Instrument der Strafe dienen Zwangsmaßnahmen und Übungen. Das Individuum wird zum Rechtssubjekt. Durch die Technik des Einzwängens und durch Anwendungen von Dressurmethoden werden Heilung und Besserung erwartet.
Später verlagerte sich dieser allsehende Blick in die Subjekte. Exemplarisch dafür ist die Funktion der Pastoralmacht, die der „gute Hirte“ ausübt, wenn er das Gewissen seiner Schafe prüft – eine Technik, die dann „verinnerlicht“ wird. Das Thema der Subjektivierung durch Machtbeziehungen verfolgt Foucault auch in der Analyse der sogenannten Bio-Macht und der Gouvernementalität.
In anderen Schriften äußert sich Foucault zum Thema der Utopien und gesellschaftlicher Gegenorte, die er Heterotopien nennt.

„Die evolutive Geschichtlichkeit, die für viele eine Selbstverständlichkeit ist, hängt selbst an einer Funktionsweise der Macht.“

### Sexualität und Wahrheit
Sexualität und Wahrheit (frz. Histoire de la sexualité) behandelt die historische Herausbildung des Konzeptes einer modernen Sexualität in den westlichen Gesellschaften.

#### Der Wille zum Wissen
Der erste, 1976 erschienene Band Der Wille zum Wissen (frz. La volonté de savoir) analysiert anhand der Diskurse über den Sex in den modernen, abendländischen Gesellschaften beispielhaft die vielfältigen Wirkungsweisen von Macht. Laut Didier Eribon lasse sich in diesem „schmalen Buch […] der ganze Foucault“ finden und bündeln. Zugleich lässt sich das Buch als kritische „Archäologie der Psychoanalyse“ begreifen.

##### Kernaussage
Das Reden über den Sex sei im Laufe der letzten Jahrhunderte fortwährend angeheizt worden, exemplarisch greift Foucault hier auf das Bild der (katholischen) Beichte bzw. auf das Geständnis als diskursive Techniken der Produktion von Wahrheit zurück. Der Sexualität scheine eine geheime Wahrheit innezuwohnen und die westlichen Gesellschaften mit ihren Institutionen (Wissenschaft, Medizin, Psychiatrie etc.) und Methoden (man denke etwa an die Psychoanalyse) hätten es sich zur Aufgabe gemacht, diese (scheinbar) geheime Sexualität zu erkennen und ans Licht zu bringen. Foucault spricht von einer beispiellosen „diskursive[n] Explosion“, welche um den modernen Sex herum zündet. Es geht dabei darum, durch seine archäologischen Untersuchungen jenen kontingenten Willen zum Wissen freizulegen, der zugleich Effekt und Instrument dieser Wahrheitsproduktionen darstellt. D. h., es gelte, „das Regime von Macht – Wissen – Lust in seinem Funktionieren und in seinen Gründen zu bestimmen, das unserem Diskurs über die menschliche Sexualität unterliegt.“ Wissen existiert damit nicht mehr objektiv, sondern bildet gewissermaßen nur ein (zufällig hervorgebrachtes) Produkt vielfältiger, ursprungsloser Diskurse. Besondere Berücksichtigung finden in diesem Band dabei die Entwicklungen im 18. bzw. 19. Jahrhundert.

##### Weiterführendes
Ausgangspunkt des Buches ist die Kritik an der Repressionshypothese. Foucault stellt diese in Frage und spricht zur Veranschaulichung dieser von ihm durchgeführten Kritik an der Repressionshypothese dabei neben der Anreizung zu Diskursen von der „Einpflanzung von Perversionen“. Bei letzterer handelt es sich um ein „Macht – Lust – Spiel“, d. h. um eine sich wechselseitig verstärkende Dynamik derjenigen Instanz, die pathologisierend immer neue „Perversionen“ entwirft, und derjenigen Instanz, die dann diesen pathologischen Kategorien gerecht wird. Beide Instanzen heizen dabei das Sprechen, d. h. die „Diskursivierung“ der Sexualität, der Perversionen und des Pathologischen an und befeuern sich gegenseitig. Es kommt zu der Herausbildung einer spezifischen Form der „Widernatur“, ein „Wesenszug“, der wiederum als „Natur“ des Perversen kategorisiert und dementsprechend behandelt wird.
Foucault führt im Verlauf seiner Analyse das Konzept des Dispositivs ein. Damit ist „ein feines Netz von Diskursen, Wissen, Lüsten, Mächten, das unter Strom gesetzt wird“, gemeint. Mit dem Sexualitätsdispositiv werden ferner vier Hauptelemente unterschieden, denen die besondere Aufmerksamkeit der Wissensproduktionen gewidmet ist: Homosexualität, Masturbation, Hysterie der Frau und Perversion.
Das letzte Kapitel Recht über den Tod und Macht zum Leben behandelt die für die modernen westlichen Gesellschaften bezeichnende Form der Macht, welche sich auf die aktive Verwaltung und Steuerung des Lebens richtet. Diese Macht zum Leben habe die alte Macht des Souveräns (z. B. König), dessen Recht sterben zu machen, oder leben zu lassen („das Schwert“), abgelöst und bestehe zudem aus zwei Komponenten bzw. Polen:

„Zuerst scheint sich der Pol gebildet zu haben, der um den Körper als Maschine zentriert ist. Seine Dressur, die Steigerung seiner Fähigkeiten, die Ausnutzung seiner Kräfte, das parallele Anwachsen seiner Nützlichkeit und seiner Gelehrigkeit, seine Integration in wirksame und ökonomische Kontrollsysteme – geleistet haben all das die Machtprozeduren der Disziplinen: politische Anatomie des menschlichen Körpers. Der zweite Pol […] hat sich um den Gattungskörper zentriert, der von der Mechanik des Lebenden durchkreuzt wird und den biologischen Prozessen zugrunde liegt. Die Fortpflanzung, die Geburten- und Sterblichkeitsrate, das Gesundheitsniveau, die Lebensdauer, die Langlebigkeit mit allen ihren Variationsbedingungen wurden zum Gegenstand eingreifender Maßnahmen und regulierender Kontrollen: Bio-Politik der Bevölkerung.“

Die Sexualität besitzt dabei eine Scharnierfunktion, in ihr verbindet sich politisch-strategisch die Disziplinierung des Körpers (anatomische Politik) auf der einen mit der Regulierung der Bevölkerung (Bio-Politik) auf der anderen Seite.
Abschließend bemerkt Foucault ironisch, das entscheidende Merkmal des Sexualitätsdispositivs sei gerade, die Menschen glauben zu machen, es ginge bei alldem um ihre (sexuelle) Befreiung.

#### Der Gebrauch der Lüste
Im zweiten Band (1984) setzt sich Foucault mit der Sexualethik und allgemein dem „Gebrauch der Lüste“ des antiken Griechenlands auseinander. Besondere Aufmerksamkeit richtet Foucault auf Homosexualität und Knabenliebe und deren moralethische Mechanismen. Für das christliche Ideal der Askese findet er in der hippokratischen Diätetik (Maßnahmenprogramm für ein gesundes Leben) eine Wurzel; hierbei handele es sich allerdings nicht um historische Kontinuitäten.

#### Die Sorge um sich
Im dritten, 1984 erschienenen Band Die Sorge um sich (frz. Le souci de soi) führt Foucault die Untersuchung des zweiten Bandes fort. Dabei betont er die allgemeine Bedeutung der „Selbstsorge“ in der Ethik der griechisch-römischen Antike, die er als „Kultur seiner selbst“ als zentrales Motiv der antiken Freiheitspraktiken erkennt. Die Themenfelder, an denen Foucault dieses Motiv untersucht, sind die Traumdeutung, die Gemeinschaft mit den anderen sowie erneut der Körper, die Frau und der Knabe.

#### Die Geständnisse des Fleisches
Der vierte und letzte Band, Die Geständnisse des Fleisches (frz. Les aveux de la chair), blieb aufgrund einer testamentarischen Verfügung – da Foucault sich gegen posthume Publikationen aussprach – für 34 Jahre unveröffentlicht und erschien erst im Februar 2018 in Frankreich und im Juni 2019 in der deutschsprachigen Übersetzung. Das Buch schließt an die beiden vorigen Bände an. Foucault widmet sich darin Texten aus dem frühen Christentum, etwa von Augustinus oder Ambrosius von Mailand. In diesem Diskurs über die Sexualität geht es, ähnlich wie in den Texten aus der griechisch-römischen Antike, um Askese und Entsagung.

### Der Diskurs der Philosophie
Das erst 2024 veröffentlichte Werk Der Diskurs der Philosophie basiert auf einem Manuskript aus seinem Nachlass, das 1966 entstand. Es untersucht, wie philosophische Denkformen historisch entstanden sind und sich von anderen Wissensgebieten unterscheiden, indem Foucault die Philosophie als eine diskursive Figuration beschreibt, die seit dem 17. Jahrhundert existiert. Das Buch hebt die Bedeutung Friedrich Nietzsches für die moderne Philosophie hervor und zeigt Foucaults systematische Herangehensweise an die Diskursanalyse.

### Weitere Schriften
Neben den erwähnten größeren Werken existieren zahlreiche kleinere Schriften, darunter Arbeiten zur Literatur und Kommentare zu aktuellen Ereignissen (siehe z. B. Ideenreportagen), weniger bekannte Werke wie eine Monographie über Raymond Roussel und zahlreiche erst nach seinem Tod herausgegebene Vorlesungen am Collège de France. Da Foucault posthume Publikationen testamentarisch untersagt hatte, wurden zur Edition die Dokumentation des in Vortragsform „veröffentlichten“ Worts, vor allem also die vorhandenen Tonbänder, herangezogen.

## Wirkungsgeschichte

### Zuordnung

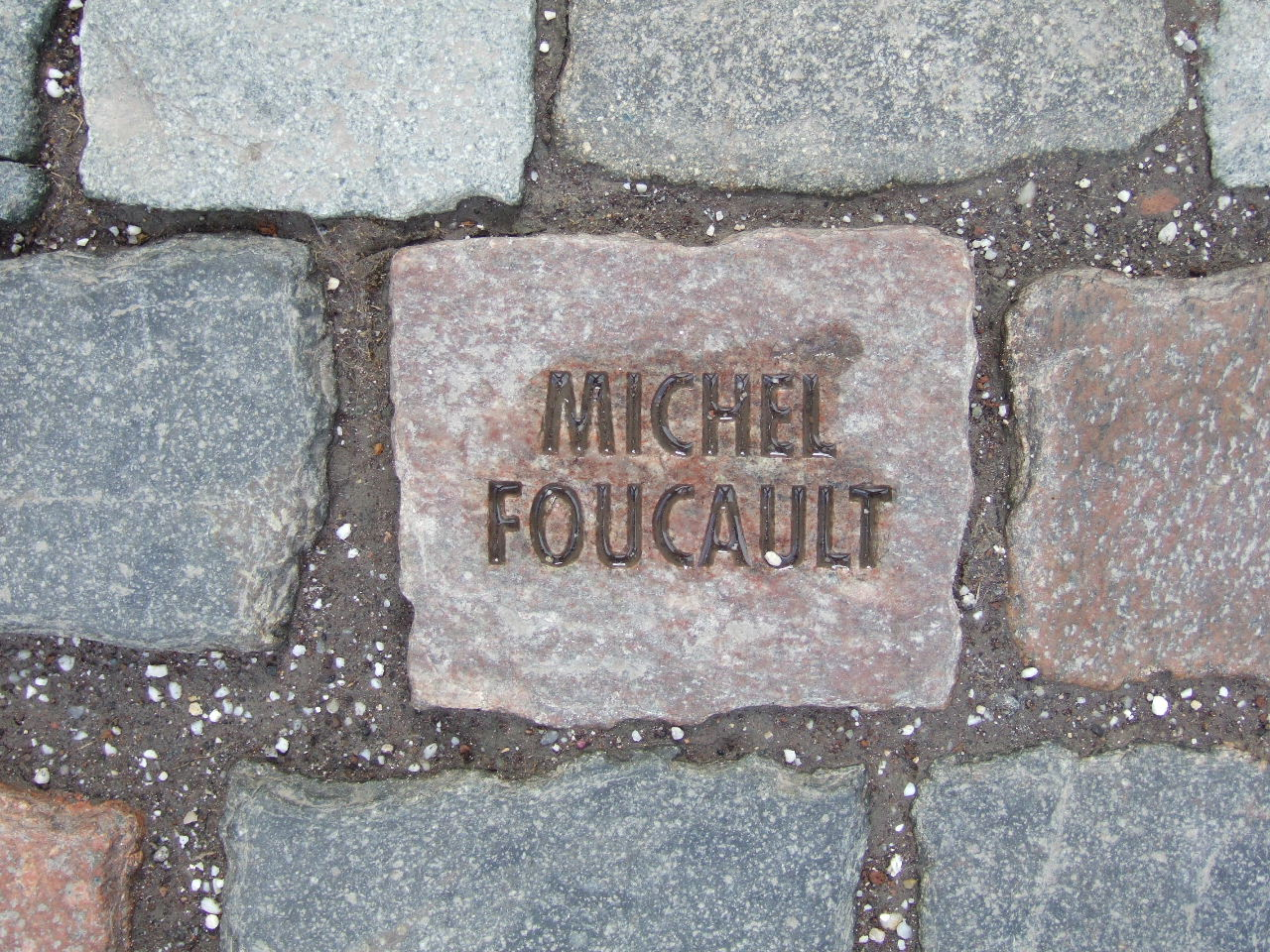
Stein zur Erinnerung an Michel Foucault, geschaffen von dem Künstler Tom Fecht

Foucault lässt sich nicht eindeutig einer philosophischen Richtung zuordnen und hat sich selbst oft gegen solche Versuche gewandt. Dennoch wird Foucault heute häufig als Poststrukturalist bezeichnet. Obwohl er besonders in der Archäologie des Wissens strukturalistische Gedanken und Verfahren verwendete, war er kein Strukturalist, wie er selbst wiederholt betonte:

„In Frankreich beharren gewisse halbgewitzte Kommentatoren darauf, mich als Strukturalisten zu etikettieren. Ich habe es nicht in ihre winzigen Köpfe kriegen können, daß ich keine der Methoden, Begriffe und Schlüsselwörter benutzt habe, die die strukturalistische Analyse charakterisieren.“

Auch die Kategorie Postmodernist führt zu Missverständnissen, da Foucault sich selbst der kritischen philosophischen Tradition, wie sie durch Kant maßgeblich geprägt und insbesondere durch Hegel und Nietzsche (bei diesem zweifellos am radikalsten) weitergeführt wurde, verpflichtet fühlte.
Ähnliches gilt für sein Verhältnis zum Marxismus. In den 1950er Jahren war er für kurze Zeit Mitglied in der Kommunistischen Partei Frankreichs. Später distanzierte er sich vom Marxismus.
Stets sorgten die das traditionelle philosophische Denken unterminierenden Thesen Foucaults sowie deren politische Implikationen für leidenschaftliche Diskussionen. Foucault war einer der ersten, der die damals aktuellen marxistischen Denkfiguren und Geschichtstheorien mit ihrem Begriffsvokabular wie Dialektik, Ideologie, Entfremdung oder „fortschrittliches Bewusstsein“ zurückwies. Dies brachte ihn in Opposition zur französischen Linken und ihrer Galionsfigur Sartre sowie zu Theoretikern der Frankfurter Schule.

### Rezeption in den Einzelwissenschaften
Foucaults Werk übt heute weltweit großen Einfluss auf geistes-, kultur- und sozialwissenschaftliche Ansätze und Methoden aus. Er ist dabei „zweifellos in die vordere Reihe der Klassiker gerückt – als allgemeiner Klassiker des Denkens, der keiner Disziplin eindeutig zugeordnet werden kann […].“ Auch Erdmann u. a. argumentieren, das Werk Foucaults könne als ein „jede Disziplin überschreitendes“ eingeschätzt werden.
Diskutiert wird dabei zum einen Foucaults Diskursbegriff. In Anlehnung an seine Theorie wurden Ansätze der sozialwissenschaftlichen Diskursanalyse entwickelt. Einen Ansatz, der die Methodik Foucaults aufzugreifen sucht, stellt die sogenannte Wissenssoziologische Diskursanalyse des deutschen Soziologen Reiner Keller dar. Keller geht es dabei – in eigenen Worten – um „eine Vermittlung Foucaultscher Konzepte mit der durch Peter L. Berger und Thomas Luckmann begründeten wissenssoziologischen Tradition“. In der deutschsprachigen Forschung sind weiterhin die Namen Jürgen Link, Siegfried Jäger und Rainer Diaz-Bone zu nennen.
Zum anderen wird Foucaults Konzept der modernen Gouvernementalität intensiv diskutiert. Die Forschungsrichtung, die dieses Konzept aufgreift und Anschlüsse daran entwickelt, trägt den Namen governmentality studies. Hier sind unter anderem Thomas Lemke, Colin Gordon, Mitchell Dean und Nikolas Rose als wichtige Autoren zu nennen.
Daneben hat Foucault eine Reihe weiterer Forschungsfelder und Disziplinen zu eigenen Ansätzen inspiriert: von feministischer Theoriebildung und Gender Studies über Cultural und Postcolonial Studies bis hin zur Pädagogik, Politik- und Geschichtswissenschaft.

### Kritik
- Foucaults Denken wurde von Marxisten – wohl auch wegen Foucaults Kritik am Marxismus – einer Logik des fortgeschrittenen Kapitalismus zugeschrieben.[134] Gleichzeitig kritisierte man, er stelle das kritische Denken durch ein fiktionalistisches Festschreiben subjektiven Erkennens, also durch Ununterscheidbarkeit, in Frage.
- Nach dem Erfolg von Die Ordnung der Dinge attackierte Jean-Paul Sartre in einer aufsehenerregenden Rezension Foucault. Sartre, der sich als Vertreter des Existenzialismus dem Humanismus gegenüber verpflichtet sah, richtete seine Kritik auf Foucaults Absage an den Humanismus. Aus der Perspektive Foucaults ist der Humanismus im 20. Jahrhundert theoretisch unfruchtbar und praktisch-politisch – im Osten wie im Westen – eine reaktionäre Mystifikation. Insbesondere im Erziehungssystem schneide er den Menschen von der Realität der technisch-wissenschaftlichen Welt ab.[135] Zu beachten ist dabei allerdings, dass Foucault bei seiner Kritik weniger den Humanismus an sich, sondern eher die Humanwissenschaften in den Fokus nahm.[135]
- Der Linguist, Sozial- und Sprachphilosoph Noam Chomsky, der wie Foucault über die französische Grammatik und Logik der Barockzeit gearbeitet, gleichartige Themen der politischen Philosophie behandelt hatte und mit diesem u. a. 1971 eine Fernsehdebatte über Anthropologie führte,[136] gestand Foucault zu, noch der verständlichste und gehaltvollste der französischen Poststrukturalisten und Postmodernisten zu sein; jedoch seien weite Teile seiner Arbeiten unklar, falsch oder wiederholten nur in prätentiöser rhetorischer Aufbereitung bereits bekannte, eher triviale Gedanken und Forschungsergebnisse anderer.[137]
- Im Rahmen der Foucault-Habermas-Debatte sah Jürgen Habermas Foucault zunächst in der Tradition einer radikalen Vernunftkritik, die von Nietzsche ausgehend zu den französischen Neostrukturalisten führe. Wie schon Manfred Frank, Charles Taylor, Michael Walzer und Nancy Fraser zuvor kritisierte Habermas dabei die fehlende Berücksichtigung des eigenen normativen Standpunktes in den Arbeiten Foucaults. Dieser berühre in seinen Arbeiten zwar „einige wunde Punkte der Moderne“, zeige jedoch keine Alternativen auf.[138] Wie Habermas in seinem 1985 erschienenen Vorlesungsband Der philosophische Diskurs der Moderne darlegte, verfange sich Foucaults Machttheorie letztlich in unauflösbare Selbstwidersprüche.[139] Später äußerte sich Habermas relativierend und bescheinigte Foucaults „sozialwissenschaftlichen Studien“ unter anderem eine „Schärfung des Sinns für die Ambivalenzen des Fortschritts“.[138]
- Michel de Certeau hat Foucaults Theorien in zahlreichen Schriften aufgegriffen und sowohl kritisiert als auch weiterentwickelt. Insbesondere in Die Kunst des Handelns setzt er Foucaults Überwachungs-Konzept einen Fokus auf Alltagspraxis als kreativen Spielraum entgegen, worin sich eine Form von Freiheit formiere, die der soziologischen Forschung genauso wie den Kontrollmechanismen und Überwachern verborgen bleibe.[140]
- In ihrem erstmals 1982 erschienenen Buch Michel Foucault. Jenseits von Strukturalismus und Hermeneutik kritisierten Hubert L. Dreyfus und Paul Rabinow Foucaults Vorgehensweise in Archäologie des Wissens. Sie befanden, die in dem Werk beschriebene Methode der archäologischen Suche nach Regelmäßigkeiten in Diskursen sei insofern gescheitert, als sie „jenseits von Seriosität und Bedeutung“ sei.[141]
- 1998 belegte der deutsche Historiker Hans-Ulrich Wehler Foucault und sein Werk mit harscher Kritik.[142] Wehler sieht in Foucault einen schlechten Philosophen, der sich in den Geistes- und Sozialwissenschaften zu Unrecht großer Resonanz erfreue. Seine Arbeiten seien nicht nur in ihren empirisch-historischen Aspekten unzulänglich, sondern auch an zahlreichen Stellen von begrifflichen Konfusionen und inneren Widersprüchen durchzogen. Auch leide Foucaults Werk unter einem Frankozentrismus, was schon daran erkennbar sei, dass Foucault die Arbeiten zentraler Theoretiker der Sozialwissenschaften wie Max Weber und Norbert Elias nicht zur Kenntnis genommen habe.

An Foucaults Diskurstheorie kritisiert Wehler vor allem, dass sich die Diskurse verselbständigen würden. Subjekte seien aber nicht die Diskurse selbst, sondern die Träger der Diskurse, von denen bei Foucault keine Rede sei. Den Machtbegriff Foucaults hält Wehler für „zum Verzweifeln undifferenziert“. Foucaults These der „Disziplinargesellschaft“ sei überhaupt nur dadurch möglich, dass Foucault keine Unterscheidung von Autorität, Zwang, Gewalt, Macht, Herrschaft und Legitimität kenne. Hinzu komme, dass sich diese These auf eine einseitige Quellenauswahl (psychiatrische Anstalten, Gefängnisse) stütze und andere Organisationstypen wie beispielsweise Fabriken außen vor lasse.
Insgesamt kommt Wehler zu dem Ergebnis, dass Foucault „wegen der endlosen Mängelserie seiner sogenannten empirischen Studien […] ein intellektuell unredlicher, empirisch absolut unzuverlässiger, kryptonormativistischer ‚Rattenfänger‘ für die Postmoderne“ sei.
- Der Politikwissenschaftler Urs Marti, der 1999 ein Buch über Foucault veröffentlichte, meint, Foucault habe in Anlehnung an Friedrich Nietzsche einen anarchistischen Nihilismus vertreten.[145] Er würdigt aber die „befreienden Impulse“, die von seinem Werk ausgegangen seien, insbesondere seine „archäologisch-genealogischen“ Analysen der Humanwissenschaften und der Aspekte des Regierens.[146] Er sei kein Vertreter der Gegenaufklärung, sondern habe es für absurd gehalten, in der Aufklärung eine Ursache des Totalitarismus zu sehen.[146]
- Klaus Dörner attestierte Foucault in Bürger und Irre 1969 eine beschränkende Wirklichkeitsstrukturierung. Es sei außerdem unzulässig, alle von der Aufklärung unternommenen Anstrengungen als ideologisch zu verwerfen, da dadurch keinerlei gesellschaftlich verändernde Praxis mehr entwickelt werden könne. Ähnlich habe bereits Sartre argumentiert, als dieser Foucault ein fatalistisches Geschichtsbild vorwarf, das politische Praxis unmöglich mache.[147]
- Der Soziologe Daniel Zamora warf Foucault vor, er habe mit seiner Kritik an Ausgrenzungsmechanismen des Wohlfahrtsstaats dem Neoliberalismus Stichworte geliefert.[148][149] Er habe ausschließlich die Ausgrenzung im Blick gehabt, die Ausbeutung als deren Grundlage aber vernachlässigt; ferner habe er den Wohlfahrtsstaat als zu teuer bezeichnet.[150] Damit habe er zu dessen Zerstörung aktiv beigetragen und gleichzeitig die Unfähigkeit der Linken zur Opposition dagegen mitverursacht. Foucaults Verteidiger werfen Zamora eine ahistorische, oberflächliche und ideologische Lesart seiner Schriften vor.[151]
- Foucault wurde zudem ein allzu selektiver Umgang mit historischen Daten vorgeworfen, der es ihm erst ermögliche, seine Periodisierungen vorzunehmen.[152]

## Schriften

### Einzelne Veröffentlichungen Foucaults (Auswahl)
- Maladie mentale et personnalité. Presses universitaires de France, Paris 1954; ab 2. Auflage 1962: Maladie mentale et psychologie.
  - Psychologie und Geisteskrankheit. Suhrkamp, Frankfurt am Main 1968.
- Histoire de la folie à l’âge classique: Folie et déraison. Plon, Paris 1961.
  - Wahnsinn und Gesellschaft. Eine Geschichte des Wahns im Zeitalter der Vernunft. Suhrkamp, Frankfurt am Main 1969.
- Naissance de la clinique: Une archéologie du regard médical. Presses universitaires de France, Paris 1963.
  - Die Geburt der Klinik: Eine Archäologie des ärztlichen Blicks. Hanser, München 1973.
- Les mots et les choses: Une archéologie des sciences humaines. Gallimard, Paris 1966.
  - Die Ordnung der Dinge: Eine Archäologie der Humanwissenschaften. Suhrkamp, Frankfurt am Main 1971.
- La pensée du dehors. In: Critique. Revue: 1966, S. 523–546.
- Ceci n’est pas une pipe. In: Les cahiers du chemin. 1968, H. 2, S. 79–105.
  - Dies ist keine Pfeife. Mit einem Nachwort von Walter Seitter. Hanser, München 1974; Ullstein, Frankfurt am Main 1989; Hanser, München/Wien 1997, ISBN 3-446-18904-1.
- L’archéologie du savoir. Gallimard, Paris 1969.
  - Archäologie des Wissens. Suhrkamp, Frankfurt am Main 1973.
- L’ordre du discours: Leçon inaugurale au Collège de France prononcée le 2 décembre 1970. Gallimard, Paris 1972.
  - Die Ordnung des Diskurses: Inauguralvorlesung am Collège de France, 2. Dezember 1970. Hanser, München 1974.
- Von der Subversion des Wissens. Hanser, München 1974 (vereinigt Dokumente zu Foucaults Bildungsweg bis zum Ende der sechziger Jahre und zu seiner nach dem Pariser Mai vollzogenen Wende zu Politik).
- Schriften zur Literatur. Nymphenburger, München 1974.
- Surveiller et punir: Naissance de la prison. Gallimard, Paris 1975.
  - Überwachen und Strafen: Die Geburt des Gefängnisses. Suhrkamp, Frankfurt am Main 1976.
- Histoire de la sexualité / Sexualität und Wahrheit:
  - Bd. 1: La volonté de savoir. Gallimard, Paris 1976.
    - Der Wille zum Wissen. Suhrkamp, Frankfurt am Main 1977.

  - Bd. 2: L’usage des plaisirs. Gallimard, Paris 1984.
    - Der Gebrauch der Lüste. Suhrkamp, Frankfurt am Main 1986.

  - Bd. 3: Le souci de soi. Gallimard, Paris 1984.
    - Die Sorge um sich. Suhrkamp, Frankfurt am Main 1986.

  - Bd. 4: Les aveux de la chair. Gallimard, Paris 2018.
    - Die Geständnisse des Fleisches, Suhrkamp, Berlin 2019.
- Mikrophysik der Macht. Über Strafjustiz, Psychiatrie und Medizin. Merve, Berlin 1976 (enthält verschiedene Texte und Interviews von Michel Foucault).
- mit Gilles Deleuze: Der Faden ist gerissen. Merve, Berlin 1977.
- Dispositive der Macht. Michel Foucault über Sexualität, Wissen und Wahrheit. Merve, Berlin 1978.
- Von der Freundschaft als Lebensweise: Michel Foucault im Gespräch. Merve, Berlin 1984.
- Vom Licht des Krieges zur Geburt der Geschichte. Merve, Berlin 1986 (enthält Vorlesungen vom 21. und 28. Januar 1976 am Collège de France in Paris).
- Was ist Aufklärung?. In: Eva Erdmann, Rainer Forst, Axel Honneth (Hrsg.): Ethos der Moderne. Foucaults Kritik der Aufklärung. Campus, Frankfurt am Main / New York 1990, S. 35–54.
- Was ist Kritik? Merve, Berlin 1992.
- Einleitung zu Ludwig Binswanger: Traum und Existenz. Mit einem Nachwort von Walter Seitter. Gachnang & Springer, Bern/Berlin 1992, ISBN 3-906127-31-1.
- Dumézils Strukturalismus. In: Walter Seitter u. a. (Hrsg.): Georges Dumézil – Historiker. (= Tumult. 18). Turia & Kant, Wien 1993, ISBN 3-85132-054-9.
- La vérité et les formes juridiques. 1994.
  - Die Wahrheit und die juristischen Formen. Suhrkamp, Frankfurt am Main 2003.
- Diskurs und Wahrheit: Die Problematisierung der Parrhesia. 6 Vorlesungen, gehalten im Herbst 1983 an der Universität von Berkeley, Kalifornien. Merve, Berlin 1996.
- mit Walter Seitter: Das Spektrum der Genealogie. Philo, Bodenheim 1996, ISBN 3-8257-0025-9.
- Die Malerei von Manet. Merve, Berlin 1999.
- Der anthropologische Zirkel. Merve, Berlin 2003.
- Analytik der Macht. Suhrkamp, Frankfurt am Main 2005.
- Von seinen Lüsten träumen. Suhrkamp, Frankfurt am Main 2006.
- Kritik des Regierens. Schriften zur Politik. Ausgewählt und mit einem Nachwort versehen von Ulrich Bröckling. Suhrkamp, Frankfurt am Main 2009.
- Die Heterotopien. Der utopische Körper. Zwei Radiovorträge. Suhrkamp, Frankfurt am Main 2013.
- Le discours philosophique, Seuil/Gallimard, Paris 2023.
  - Der Diskurs der Philosophie. Aus dem Französischen von Andrea Hemminger. Suhrkamp, Berlin 2024, ISBN 978-3-518-58811-6.

### Vorlesungen am Collège de France
- La Volonté de savoir (1970–1971) – (Über den Willen zum Wissen. Aus dem Französischen von Michael Bischoff. Berlin 2012).
- Théories et institutions pénales (1971–1972). – (Theorien und Institutionen der Strafe. Aus dem Französischen von Andrea Hemminger. Berlin 2017)
- La Société punitive (1972–1973) – (Die Strafgesellschaft. Aus dem Französischen von Andrea Hemminger. Berlin 2015).
- Le Pouvoir psychiatrique (1973–1974) – (Die Macht der Psychiatrie. Aus dem Französischen von Claudia Brede-Konersmann und Jürgen Schröder. Frankfurt am Main 2005).
- Les Anormaux (1974–1975) – (Die Anormalen. Aus dem Französischen von Michaela Ott, Frankfurt am Main 2003).
- Il faut défendre la société (1975–1976) – (In Verteidigung der Gesellschaft. Aus dem Französischen von Michaela Ott. Frankfurt am Main 1999).
- Sécurité, territoire et population (1977–1978) – (Geschichte der Gouvernementalität I: Sicherheit, Territorium, Bevölkerung. Aus dem Französischen von Claudia Brede-Konersmann und Jürgen Schröder. Frankfurt am Main 2004).
- Naissance de la biopolitique (1978–1979) – (Geschichte der Gouvernementalität II: Die Geburt der Biopolitik.  Aus dem Französischen von Jürgen Schröder. Frankfurt am Main 2004).
- Du Gouvernement des vivants (1979–1980) – (Die Regierung der Lebenden, aus dem Französischen von Andrea Hemminger. Suhrkamp, Berlin 2013).[153]
- Subjectivité et vérité (1980–1981) – (Subjektivität und Wahrheit. Aus dem Französischen von Andrea Hemminger. Suhrkamp, Berlin 2016).
- L’Herméneutique du sujet (1981–1982) – (Hermeneutik des Subjekts. Aus dem Französischen von Ulrike Bokelmann. Frankfurt am Main 2009.)
- Le Gouvernement de soi et des autres (1982–1983) – (Die Regierung des Selbst und der anderen. Aus dem Französischen von Jürgen Schröder. Frankfurt am Main 2009).
- Le Gouvernement de soi et des autres: le courage de la vérité (1983–1984) – (Der Mut zur Wahrheit. Die Regierung des Selbst und der anderen II. Aus dem Französischen von Jürgen Schröder. Frankfurt am Main 2010, ISBN 978-3-518-29620-2).

[Anmerkung: Im Jahr 1976/77 hatte Foucault ein Forschungsfreisemester und hat deshalb keine Vorlesung gehalten.]

### Kleinere Schriften
- Schriften, Frankfurt am Main 2001 ff., 4 Bände (fr. Ausgabe Dits et Ecrits, Paris, Gallimard, 1994, 4 volumes).

### Biographien
- Gilles Deleuze: Foucault. Aus dem Französischen übersetzt von Hermann Kocyba. 9. Auflage. Suhrkamp, Frankfurt am Main 2019, ISBN 978-3-518-28623-4.
- Didier Eribon: Michel Foucault. Eine Biographie. Aus dem Französischen übersetzt von Hans-Horst Henschen. 6. Auflage. Suhrkamp, Frankfurt am Main 2019, ISBN 978-3-518-39586-8.
- Didier Eribon: Michel Foucault und seine Zeitgenossen. Aus dem Französischen übersetzt von Michael von Killisch-Horn. Boer, München 1998, ISBN 3-924963-82-7.
- Michael Fisch: Michel Foucault – Bibliographie der deutschsprachigen Veröffentlichungen in chronologischer Folge (1954–1988). Aisthesis, Bielefeld 2008, ISBN 978-3-89528-677-3.
- Michael Fisch: Werke und Freuden. Michel Foucault – Eine Biographie. Transcript, Bielefeld 2011, ISBN 978-3-8376-1900-3.[154]
- Manfred Geier: Ich hoffe, dass ich an einer Überdosis Lust sterbe. Michel Foucaults problematischer Gebrauch des Lustprinzips. In: Manfred Geier: Die Liebe der Philosophen. Von Sokrates bis Foucault. Rowohlt, Hamburg 2020, ISBN 978-3-498-02543-4, S. 283–314.
- Reiner Keller: Michel Foucault. (1926–1984). In: Dirk Kaesler (Hrsg.): Aktuelle Theorien der Soziologie. Beck, München 2005, ISBN 3-406-52822-8.
- James Miller: Die Leidenschaft des Michel Foucault. Aus dem Amerikanischen übersetzt von Michael Büsges. Kiepenheuer & Witsch, Köln 1995, ISBN 3-462-02455-8.
- Bernhard H. F. Taureck: Michel Foucault in Selbstzeugnissen und Bilddokumenten. Rowohlt, Reinbek 1997, ISBN 3-499-50506-1.
- Paul Veyne: Foucault. Der Philosoph als Samurai. Aus dem Französischen von Ursula Blank-Sangmeister. Reclam, Stuttgart 2009, ISBN 978-3-15-010684-6.

### Einführungen
- Marvin Chlada, Gerd Dembowski (Hrsg.): Das Foucaultsche Labyrinth. Eine Einführung. Alibri, Aschaffenburg 2002, ISBN 3-932710-32-0.
- Meinhard Creydt: Der Foucault-Ismus: Analyse und Kritik einiger seiner zentralen Lehren. Mangroven-Verlag, Kassel 2024, ISBN 978-3-946946-34-2 – erste 27 Seiten
- Hubert L. Dreyfus, Paul Rabinow: Michel Foucault. Jenseits von Strukturalismus und Hermeneutik. Beltz, Weinheim 1987, ISBN 3-610-00732-X.
- Hinrich Fink-Eitel: Michel Foucault zur Einführung. 4. Auflage. Junius, Hamburg 2002, ISBN 3-88506-372-7.
- Petra Gehring: Foucault – Die Philosophie im Archiv. Campus, Frankfurt am Main 2004, ISBN 3-593-37393-9.
- Achim Geisenhanslüke: Michel Foucault. In: Matías Martínez, Michael Scheffel (Hrsg.): Klassiker der modernen Literaturtheorie. Von Sigmund Freud bis Judith Butler (= Beck’sche Reihe. 1822). Beck, München 2010, ISBN 978-3-406-60829-2, S. 259–279.
- Gary Gutting (Hrsg.): The Cambridge Companion to Foucault. Cambridge University Press, Cambridge 2005, ISBN 978-1-107-48614-0.
- Reiner Keller: Michel Foucault. UVK, Konstanz 2008, ISBN 978-3-89669-549-9.
- Marcus S. Kleiner (Hrsg.): Michel Foucault. Eine Einführung in sein Denken. Campus, Frankfurt 2001, ISBN 3-593-36847-1.
- Hans Herbert Kögler: Michel Foucault. Metzler, Stuttgart 2004, ISBN 3-476-12281-6.
- Achim Landwehr: Historische Diskursanalyse. Campus, Frankfurt am Main 2008, ISBN 978-3-593-38451-1.
- Thomas Lemke: Eine Kritik der politischen Vernunft: Foucaults Analyse der modernen Gouvernementalität. Argument, Hamburg 1997, ISBN 3-88619-251-2.
- Urs Marti: Michel Foucault. 2. Auflage. Beck, München 1999, ISBN 978-3-406-45543-8.
- Reiner Ruffing: Michel Foucault. UTB, Stuttgart 2008, ISBN 978-3-8252-3000-5.
- Philipp Sarasin: Michel Foucault zur Einführung. 8., vollständig überarbeitete Auflage. Junius, Hamburg 2023, ISBN 978-3-88506-066-6.
- Ulrich Johannes Schneider: Michel Foucault. Primus und Wissenschaftliche Buchgesellschaft, Darmstadt 2004, ISBN 3-89678-517-6.
- Walter Seitter: Michel Foucault – Von den Geisteswissenschaften zum Denken des Politischen. In: Deutsche Zeitschrift für Philosophie. Monatszeitschrift der internationalen philosophischen Forschung. 38/90, Berlin 1990, ISSN 0012-1045.
- Walter Seitter: Michel Foucault – Von der Subversion des Wissens. Hanser, München 1974; Ullstein, Frankfurt 1974; Fischer, Frankfurt 1978, ISBN 3-446-11864-0.

### Kompendien
- Clemens Kammler, Rolf Parr, Ulrich Johannes Schneider (Hrsg.): Foucault-Handbuch. Leben – Werk – Wirkung. 2., aktualisierte und erweiterte Auflage. Metzler, Stuttgart 2020, ISBN 978-3-476-05716-7.
- Michael Ruoff: Foucault-Lexikon. Entwicklung – Kernbegriffe – Zusammenhänge. 4., aktualisierte und erweiterte Auflage. Wilhelm Fink, Paderborn 2018, ISBN 978-3-8252-5073-7.

### Einzelaspekte
- Ugo Balzaretti: Leben und Macht. Eine radikale Kritik am Naturalismus nach Michel Foucault und Georges Canguilhem. Velbrück Wissenschaft, Weilerswist 2018.
- François Caillat: Foucault gegen Foucault. Übers. Isolde Schmitt. Passagen, Wien 2017.
- John D. Caputo, Mark Yount (Hrsg.): Foucault and the Critique of Institutions. Pennsylvania State University Press, University Park 1993, ISBN 0-271-02966-8.
- Marta Faustino, Hélder Telo (Hrsg.): Hadot and Foucault on Ancient Philosophy. Critical Assessments. (= Philosophy as a Way of Life, 5). Brill, Leiden 2024.
- Holden Kelm: Hegel und Foucault. Die Geschichtlichkeit des Wissens als Entwicklung und Transformation, De Gruyter, Berlin / Boston 2015.
- Maria Muhle: Eine Genealogie der Biopolitik. Zum Begriff des Lebens bei Foucault und Canguilhem. Transcript, Bielefeld 2008, ISBN 978-3-89942-858-2.
- Hedwig Richter: Heimtücke der Moderne. Warum Foucault ein Aufklärer ist. In: Luise Güth u. a. (Hrsg.): Wo bleibt die Aufklärung? Aufklärerische Diskurse in der Postmoderne. Festschrift für Thomas Stamm-Kuhlmann. Steiner Verlag, Stuttgart 2013, S. 219–230.
- Gustav Roßler: Ist eine nicht-anthropozentrische Soziologie denkbar? Die Soziologie als anthropologische Humanwissenschaft bei Foucault und Latours Gegenentwurf. In: Le Foucaldien. Band 4, Nr. 1, 2018, doi:10.16995/lefou.52.
- Philipp Sarasin: Darwin und Foucault. Genealogie und Geschichte im Zeichen der Biologie. Suhrkamp, Frankfurt am Main 2009, ISBN 978-3-518-58522-1.
- Nora Sternfeld: Das pädagogische Unverhältnis. Lehren und lernen bei Rancière, Gramsci und Foucault. Turia + Kant, Wien 2009, ISBN 978-3-85132-530-0.
- Dieter Teichert: Zwischen Wissenschaftskritik und Hermeneutik – Foucaults Humanwissenschaften. In: Zeitschrift für philosophische Forschung. Jg. Band 47, Nr. 2, 1993, S. 204–222.

### Zur Rezeption
- Michael C. Behrent, Daniel Zamora: Foucault and Neoliberalism. John Wiley & Sons, 2015, ISBN 978-1-5095-0177-9.
- Arnold Davidson (Hrsg.): Foucault and His Interlocutors. University of Chicago Press, Chicago 1997. Beiträge von Noam Chomsky, Georges Canguilhem, Gilles Deleuze, Jacques Derrida, Pierre Hadot, Michel Serres, Paul Veyne.
- Axel Honneth, Martin Saar (Hrsg.): Michel Foucault. Zwischenbilanz einer Rezeption: Frankfurter Foucault-Konferenz 2001. Suhrkamp, Frankfurt am Main 2003.
- David Hoy (Hrsg.): Foucault. A Critical Reader. Blackwell, Oxford 1986. Beiträge u. a. von Michael Walzer, Charles Taylor, Jürgen Habermas, Ian Hacking, Richard Rorty, Hubert L. Dreyfus, Paul Rabinow.
- Bo Isenberg: Die kritischen Bemerkungen von Jürgen Habermas zu Michel Foucault. In: Deutsche Zeitschrift für Philosophie. 39. Jg., Heft 12, S. 1386–1399.
- Norbert Ricken, Markus Rieger-Ladich (Hrsg.): Michel Foucault: Pädagogische Lektüren. VS Verlag für Sozialwissenschaften, Wiesbaden 2004, ISBN 978-3-8100-4137-1.
- Marc Rölli: Kritik der anthropologischen Vernunft. Matthes & Seitz, Berlin 2011, ISBN 978-3-88221-539-7.
- Wilhelm Schmid: Auf der Suche nach einer neuen Lebenskunst – Die Frage nach dem Grund und die Neubegründung der Ethik bei Foucault. (= st1487). 3. Auflage. Suhrkamp, Frankfurt am Main 2008, ISBN 978-3-518-29087-3.
- Karsten Schubert: Freiheit als Kritik. Sozialphilosophie nach Foucault. transcript, Bielefeld 2018, ISBN 978-3-8376-4317-6; zugl. Dissertation, Universität Leipzig, 2017.
- Gerhard Unterthurner: Foucaults Archäologie und Kritik der Erfahrung. Turia + Kant, Wien 2007, ISBN 978-3-85132-443-3.
- Ulrich Brieler (Übersetzung): »Der Klassenkampf, das ist sehr konkret die Totalität, in der und wie wir leben«. Michel Foucault im Gespräch mit vier Militanten der Ligue Communiste Révolutionnaire, Mitarbeiter des Kulturteils der Tageszeitung Rouge, Juli 1977. In: Kulturrevolution, Nr. 83, Nov. 2022, S. 47–60.